# Llista d'asteroides (397001-398000)
Llista d'asteroides del 397.001 al 398.000, amb data de descoberta i descobridor. És un fragment de la llista d'asteroides completa. Als asteroides se'ls dona un número quan es confirma la seva òrbita, per tant apareixen llistats aproximadament segons la data de descobriment.

## 397001-397100
| Nom    | Designació provisional | Data de descobriment   | Lloc de descobriment | Descobridor/s             |
| ------ | ---------------------- | ---------------------- | -------------------- | ------------------------- |
| 397001 | 2005 SW284             | 25 de setembre de 2005 | Apache Point         | A. C. Becker              |
| 397002 | 2005 SA289             | 27 de setembre de 2005 | Apache Point         | A. C. Becker              |
| 397003 | 2005 SU291             | 26 de setembre de 2005 | Kitt Peak            | Spacewatch                |
| 397004 | 2005 SA292             | 27 de setembre de 2005 | Kitt Peak            | Spacewatch                |
| 397005 | 2005 TB3               | 1 d'octubre de 2005    | Catalina             | CSS                       |
| 397006 | 2005 TM6               | 1 d'octubre de 2005    | Catalina             | CSS                       |
| 397007 | 2005 TT6               | 11 de setembre de 2005 | Anderson Mesa        | LONEOS                    |
| 397008 | 2005 TB12              | 1 d'octubre de 2005    | Kitt Peak            | Spacewatch                |
| 397009 | 2005 TQ27              | 1 d'octubre de 2005    | Catalina             | CSS                       |
| 397010 | 2005 TR36              | 1 d'octubre de 2005    | Socorro              | LINEAR                    |
| 397011 | 2005 TV37              | 1 d'octubre de 2005    | Mount Lemmon         | Mt. Lemmon Survey         |
| 397012 | 2005 TD51              | 12 d'octubre de 2005   | Kitt Peak            | Spacewatch                |
| 397013 | 2005 TG53              | 8 d'octubre de 2005    | Moletai              | K. Cernis, J. Zdanavicius |
| 397014 | 2005 TS58              | 1 d'octubre de 2005    | Mount Lemmon         | Mt. Lemmon Survey         |
| 397015 | 2005 TR72              | 5 d'octubre de 2005    | Catalina             | CSS                       |
| 397016 | 2005 TV72              | 5 d'octubre de 2005    | Catalina             | CSS                       |
| 397017 | 2005 TN124             | 24 de setembre de 2005 | Kitt Peak            | Spacewatch                |
| 397018 | 2005 TR124             | 7 d'octubre de 2005    | Kitt Peak            | Spacewatch                |
| 397019 | 2005 TW124             | 7 d'octubre de 2005    | Kitt Peak            | Spacewatch                |
| 397020 | 2005 TW134             | 30 de setembre de 2005 | Kitt Peak            | Spacewatch                |
| 397021 | 2005 TD137             | 6 d'octubre de 2005    | Kitt Peak            | Spacewatch                |
| 397022 | 2005 TB146             | 8 d'octubre de 2005    | Kitt Peak            | Spacewatch                |
| 397023 | 2005 TN163             | 9 d'octubre de 2005    | Kitt Peak            | Spacewatch                |
| 397024 | 2005 TQ191             | 1 d'octubre de 2005    | Catalina             | CSS                       |
| 397025 | 2005 TH194             | 1 d'octubre de 2005    | Mount Lemmon         | Mt. Lemmon Survey         |
| 397026 | 2005 UB4               | 26 d'octubre de 2005   | Mount Graham         | W. H. Ryan                |
| 397027 | 2005 UM8               | 27 d'octubre de 2005   | Ottmarsheim          | C. Rinner                 |
| 397028 | 2005 UO10              | 7 d'octubre de 2005    | Catalina             | CSS                       |
| 397029 | 2005 UN12              | 30 d'octubre de 2005   | Mayhill              | E. Guido                  |
| 397030 | 2005 UU14              | 22 d'octubre de 2005   | Kitt Peak            | Spacewatch                |
| 397031 | 2005 UL18              | 22 d'octubre de 2005   | Kitt Peak            | Spacewatch                |
| 397032 | 2005 UA46              | 30 de setembre de 2005 | Catalina             | CSS                       |
| 397033 | 2005 UN47              | 22 d'octubre de 2005   | Kitt Peak            | Spacewatch                |
| 397034 | 2005 UP49              | 23 d'octubre de 2005   | Palomar              | NEAT                      |
| 397035 | 2005 UQ50              | 23 d'octubre de 2005   | Catalina             | CSS                       |
| 397036 | 2005 UM52              | 23 d'octubre de 2005   | Catalina             | CSS                       |
| 397037 | 2005 UN53              | 23 d'octubre de 2005   | Catalina             | CSS                       |
| 397038 | 2005 UZ53              | 25 de setembre de 2005 | Kitt Peak            | Spacewatch                |
| 397039 | 2005 US55              | 23 d'octubre de 2005   | Catalina             | CSS                       |
| 397040 | 2005 UV63              | 25 d'octubre de 2005   | Mount Lemmon         | Mt. Lemmon Survey         |
| 397041 | 2005 UL68              | 22 d'octubre de 2005   | Palomar              | NEAT                      |
| 397042 | 2005 UG69              | 23 d'octubre de 2005   | Palomar              | NEAT                      |
| 397043 | 2005 UY70              | 23 d'octubre de 2005   | Catalina             | CSS                       |
| 397044 | 2005 UB80              | 25 d'octubre de 2005   | Kitt Peak            | Spacewatch                |
| 397045 | 2005 UL82              | 1 d'octubre de 2005    | Mount Lemmon         | Mt. Lemmon Survey         |
| 397046 | 2005 US83              | 22 d'octubre de 2005   | Kitt Peak            | Spacewatch                |
| 397047 | 2005 UU91              | 22 d'octubre de 2005   | Kitt Peak            | Spacewatch                |
| 397048 | 2005 UQ92              | 22 d'octubre de 2005   | Kitt Peak            | Spacewatch                |
| 397049 | 2005 UU93              | 22 d'octubre de 2005   | Kitt Peak            | Spacewatch                |
| 397050 | 2005 UL98              | 22 d'octubre de 2005   | Kitt Peak            | Spacewatch                |
| 397051 | 2005 UV99              | 22 d'octubre de 2005   | Kitt Peak            | Spacewatch                |
| 397052 | 2005 UP101             | 22 d'octubre de 2005   | Kitt Peak            | Spacewatch                |
| 397053 | 2005 UW103             | 22 d'octubre de 2005   | Kitt Peak            | Spacewatch                |
| 397054 | 2005 UB107             | 22 d'octubre de 2005   | Kitt Peak            | Spacewatch                |
| 397055 | 2005 UG109             | 22 d'octubre de 2005   | Palomar              | NEAT                      |
| 397056 | 2005 UQ109             | 22 d'octubre de 2005   | Kitt Peak            | Spacewatch                |
| 397057 | 2005 UC121             | 24 d'octubre de 2005   | Kitt Peak            | Spacewatch                |
| 397058 | 2005 UD126             | 24 d'octubre de 2005   | Kitt Peak            | Spacewatch                |
| 397059 | 2005 UB132             | 24 d'octubre de 2005   | Kitt Peak            | Spacewatch                |
| 397060 | 2005 UJ139             | 25 d'octubre de 2005   | Anderson Mesa        | LONEOS                    |
| 397061 | 2005 UY148             | 26 d'octubre de 2005   | Kitt Peak            | Spacewatch                |
| 397062 | 2005 UX149             | 26 d'octubre de 2005   | Kitt Peak            | Spacewatch                |
| 397063 | 2005 UA151             | 26 d'octubre de 2005   | Kitt Peak            | Spacewatch                |
| 397064 | 2005 UU152             | 26 d'octubre de 2005   | Kitt Peak            | Spacewatch                |
| 397065 | 2005 UQ156             | 25 d'octubre de 2005   | Kitt Peak            | Spacewatch                |
| 397066 | 2005 UE158             | 25 d'octubre de 2005   | Kitt Peak            | Spacewatch                |
| 397067 | 2005 UK160             | 5 d'octubre de 2005    | Catalina             | CSS                       |
| 397068 | 2005 UU161             | 25 d'octubre de 2005   | Kitt Peak            | Spacewatch                |
| 397069 | 2005 UF163             | 23 d'octubre de 2005   | Kitt Peak            | Spacewatch                |
| 397070 | 2005 UA167             | 5 d'octubre de 2005    | Kitt Peak            | Spacewatch                |
| 397071 | 2005 UR167             | 24 d'octubre de 2005   | Kitt Peak            | Spacewatch                |
| 397072 | 2005 UC178             | 24 d'octubre de 2005   | Kitt Peak            | Spacewatch                |
| 397073 | 2005 UT179             | 24 d'octubre de 2005   | Kitt Peak            | Spacewatch                |
| 397074 | 2005 UF183             | 25 d'octubre de 2005   | Kitt Peak            | Spacewatch                |
| 397075 | 2005 UR184             | 25 d'octubre de 2005   | Mount Lemmon         | Mt. Lemmon Survey         |
| 397076 | 2005 UH231             | 25 d'octubre de 2005   | Mount Lemmon         | Mt. Lemmon Survey         |
| 397077 | 2005 UM240             | 25 d'octubre de 2005   | Kitt Peak            | Spacewatch                |
| 397078 | 2005 UG249             | 28 d'octubre de 2005   | Mount Lemmon         | Mt. Lemmon Survey         |
| 397079 | 2005 UX249             | 22 d'octubre de 2005   | Kitt Peak            | Spacewatch                |
| 397080 | 2005 UG252             | 26 d'octubre de 2005   | Anderson Mesa        | LONEOS                    |
| 397081 | 2005 UG260             | 25 d'octubre de 2005   | Kitt Peak            | Spacewatch                |
| 397082 | 2005 US275             | 29 d'octubre de 2005   | Catalina             | CSS                       |
| 397083 | 2005 UU282             | 26 d'octubre de 2005   | Kitt Peak            | Spacewatch                |
| 397084 | 2005 UL287             | 26 d'octubre de 2005   | Kitt Peak            | Spacewatch                |
| 397085 | 2005 UU292             | 26 d'octubre de 2005   | Kitt Peak            | Spacewatch                |
| 397086 | 2005 UX292             | 26 d'octubre de 2005   | Kitt Peak            | Spacewatch                |
| 397087 | 2005 UG308             | 27 d'octubre de 2005   | Mount Lemmon         | Mt. Lemmon Survey         |
| 397088 | 2005 US308             | 27 d'octubre de 2005   | Catalina             | CSS                       |
| 397089 | 2005 UG340             | 22 d'octubre de 2005   | Kitt Peak            | Spacewatch                |
| 397090 | 2005 UA350             | 27 d'octubre de 2005   | Palomar              | NEAT                      |
| 397091 | 2005 UB350             | 27 d'octubre de 2005   | Palomar              | NEAT                      |
| 397092 | 2005 UH357             | 31 d'octubre de 2005   | Mount Lemmon         | Mt. Lemmon Survey         |
| 397093 | 2005 UR369             | 27 d'octubre de 2005   | Kitt Peak            | Spacewatch                |
| 397094 | 2005 UP407             | 30 d'octubre de 2005   | Mount Lemmon         | Mt. Lemmon Survey         |
| 397095 | 2005 UP436             | 31 d'octubre de 2005   | Kitt Peak            | Spacewatch                |
| 397096 | 2005 UL439             | 29 d'octubre de 2005   | Kitt Peak            | Spacewatch                |
| 397097 | 2005 UJ459             | 31 d'octubre de 2005   | Kitt Peak            | Spacewatch                |
| 397098 | 2005 UO459             | 27 d'octubre de 2005   | Mount Lemmon         | Mt. Lemmon Survey         |
| 397099 | 2005 US462             | 30 d'octubre de 2005   | Kitt Peak            | Spacewatch                |
| 397100 | 2005 UD467             | 30 d'octubre de 2005   | Kitt Peak            | Spacewatch                |

## 397101-397200
| Nom    | Designació provisional | Data de descobriment   | Lloc de descobriment | Descobridor/s     |
| ------ | ---------------------- | ---------------------- | -------------------- | ----------------- |
| 397101 | 2005 UO492             | 25 d'octubre de 2005   | Socorro              | LINEAR            |
| 397102 | 2005 UX511             | 28 d'octubre de 2005   | Kitt Peak            | Spacewatch        |
| 397103 | 2005 UF515             | 22 d'octubre de 2005   | Apache Point         | A. C. Becker      |
| 397104 | 2005 UV515             | 22 d'octubre de 2005   | Apache Point         | A. C. Becker      |
| 397105 | 2005 UW516             | 25 d'octubre de 2005   | Apache Point         | A. C. Becker      |
| 397106 | 2005 UJ520             | 26 d'octubre de 2005   | Apache Point         | A. C. Becker      |
| 397107 | 2005 UE522             | 26 d'octubre de 2005   | Apache Point         | A. C. Becker      |
| 397108 | 2005 UD524             | 27 d'octubre de 2005   | Apache Point         | A. C. Becker      |
| 397109 | 2005 VM9               | 1 de novembre de 2005  | Kitt Peak            | Spacewatch        |
| 397110 | 2005 VL31              | 4 de novembre de 2005  | Kitt Peak            | Spacewatch        |
| 397111 | 2005 VN35              | 3 de novembre de 2005  | Mount Lemmon         | Mt. Lemmon Survey |
| 397112 | 2005 VF48              | 22 de maig de 2003     | Kitt Peak            | Spacewatch        |
| 397113 | 2005 VG54              | 4 de novembre de 2005  | Kitt Peak            | Spacewatch        |
| 397114 | 2005 VS88              | 6 de novembre de 2005  | Kitt Peak            | Spacewatch        |
| 397115 | 2005 VM91              | 6 de novembre de 2005  | Socorro              | LINEAR            |
| 397116 | 2005 VX91              | 28 d'octubre de 2005   | Mount Lemmon         | Mt. Lemmon Survey |
| 397117 | 2005 VE102             | 1 de novembre de 2005  | Anderson Mesa        | LONEOS            |
| 397118 | 2005 VJ117             | 26 d'octubre de 2005   | Kitt Peak            | Spacewatch        |
| 397119 | 2005 VK124             | 6 de novembre de 2005  | Mount Lemmon         | Mt. Lemmon Survey |
| 397120 | 2005 VX124             | 6 de novembre de 2005  | Kitt Peak            | Spacewatch        |
| 397121 | 2005 VS126             | 1 de novembre de 2005  | Apache Point         | A. C. Becker      |
| 397122 | 2005 WA6               | 21 de novembre de 2005 | Kitt Peak            | Spacewatch        |
| 397123 | 2005 WN16              | 22 de novembre de 2005 | Kitt Peak            | Spacewatch        |
| 397124 | 2005 WR30              | 21 de novembre de 2005 | Kitt Peak            | Spacewatch        |
| 397125 | 2005 WK31              | 21 de novembre de 2005 | Kitt Peak            | Spacewatch        |
| 397126 | 2005 WV31              | 21 de novembre de 2005 | Kitt Peak            | Spacewatch        |
| 397127 | 2005 WY37              | 22 de novembre de 2005 | Kitt Peak            | Spacewatch        |
| 397128 | 2005 WF42              | 24 d'octubre de 2005   | Kitt Peak            | Spacewatch        |
| 397129 | 2005 WS42              | 21 de novembre de 2005 | Kitt Peak            | Spacewatch        |
| 397130 | 2005 WL46              | 24 de novembre de 2005 | Palomar              | NEAT              |
| 397131 | 2005 WS56              | 29 de novembre de 2005 | Socorro              | LINEAR            |
| 397132 | 2005 WM80              | 25 de novembre de 2005 | Kitt Peak            | Spacewatch        |
| 397133 | 2005 WW87              | 28 de novembre de 2005 | Mount Lemmon         | Mt. Lemmon Survey |
| 397134 | 2005 WO92              | 25 de novembre de 2005 | Mount Lemmon         | Mt. Lemmon Survey |
| 397135 | 2005 WW103             | 10 de novembre de 2005 | Catalina             | CSS               |
| 397136 | 2005 WR105             | 29 d'octubre de 2005   | Mount Lemmon         | Mt. Lemmon Survey |
| 397137 | 2005 WD107             | 25 de novembre de 2005 | Mount Lemmon         | Mt. Lemmon Survey |
| 397138 | 2005 WZ111             | 30 de novembre de 2005 | Mount Lemmon         | Mt. Lemmon Survey |
| 397139 | 2005 WH118             | 28 de novembre de 2005 | Catalina             | CSS               |
| 397140 | 2005 WL130             | 25 de novembre de 2005 | Mount Lemmon         | Mt. Lemmon Survey |
| 397141 | 2005 WS131             | 25 de novembre de 2005 | Mount Lemmon         | Mt. Lemmon Survey |
| 397142 | 2005 WX135             | 26 de novembre de 2005 | Kitt Peak            | Spacewatch        |
| 397143 | 2005 WR140             | 26 de novembre de 2005 | Mount Lemmon         | Mt. Lemmon Survey |
| 397144 | 2005 WO153             | 29 de novembre de 2005 | Kitt Peak            | Spacewatch        |
| 397145 | 2005 WP161             | 28 de novembre de 2005 | Mount Lemmon         | Mt. Lemmon Survey |
| 397146 | 2005 WM162             | 28 de novembre de 2005 | Mount Lemmon         | Mt. Lemmon Survey |
| 397147 | 2005 WJ171             | 30 de novembre de 2005 | Kitt Peak            | Spacewatch        |
| 397148 | 2005 WK181             | 25 de novembre de 2005 | Catalina             | CSS               |
| 397149 | 2005 WV187             | 29 de novembre de 2005 | Catalina             | CSS               |
| 397150 | 2005 WA211             | 26 de novembre de 2005 | Kitt Peak            | Spacewatch        |
| 397151 | 2005 WG211             | 21 de novembre de 2005 | Kitt Peak            | Spacewatch        |
| 397152 | 2005 XL                | 1 de desembre de 2005  | Mount Lemmon         | Mt. Lemmon Survey |
| 397153 | 2005 XS2               | 1 de desembre de 2005  | Kitt Peak            | Spacewatch        |
| 397154 | 2005 XK40              | 5 de desembre de 2005  | Mount Lemmon         | Mt. Lemmon Survey |
| 397155 | 2005 XG41              | 6 de desembre de 2005  | Kitt Peak            | Spacewatch        |
| 397156 | 2005 XS43              | 2 de desembre de 2005  | Kitt Peak            | Spacewatch        |
| 397157 | 2005 XD54              | 4 de desembre de 2005  | Catalina             | CSS               |
| 397158 | 2005 XP69              | 6 de desembre de 2005  | Kitt Peak            | Spacewatch        |
| 397159 | 2005 XR71              | 6 de desembre de 2005  | Kitt Peak            | Spacewatch        |
| 397160 | 2005 XA101             | 1 de desembre de 2005  | Kitt Peak            | M. W. Buie        |
| 397161 | 2005 XD115             | 4 de desembre de 2005  | Mount Lemmon         | Mt. Lemmon Survey |
| 397162 | 2005 YE6               | 21 de desembre de 2005 | Kitt Peak            | Spacewatch        |
| 397163 | 2005 YS22              | 24 de desembre de 2005 | Kitt Peak            | Spacewatch        |
| 397164 | 2005 YQ30              | 22 de desembre de 2005 | Catalina             | CSS               |
| 397165 | 2005 YX57              | 24 de desembre de 2005 | Kitt Peak            | Spacewatch        |
| 397166 | 2005 YW70              | 25 de novembre de 2005 | Mount Lemmon         | Mt. Lemmon Survey |
| 397167 | 2005 YY78              | 24 de desembre de 2005 | Kitt Peak            | Spacewatch        |
| 397168 | 2005 YA86              | 25 de desembre de 2005 | Mount Lemmon         | Mt. Lemmon Survey |
| 397169 | 2005 YC102             | 25 de desembre de 2005 | Kitt Peak            | Spacewatch        |
| 397170 | 2005 YD105             | 25 de desembre de 2005 | Kitt Peak            | Spacewatch        |
| 397171 | 2005 YD107             | 2 de desembre de 2005  | Mount Lemmon         | Mt. Lemmon Survey |
| 397172 | 2005 YS121             | 2 de desembre de 2005  | Mount Lemmon         | Mt. Lemmon Survey |
| 397173 | 2005 YC142             | 28 de desembre de 2005 | Mount Lemmon         | Mt. Lemmon Survey |
| 397174 | 2005 YF148             | 25 de desembre de 2005 | Kitt Peak            | Spacewatch        |
| 397175 | 2005 YR153             | 29 de desembre de 2005 | Socorro              | LINEAR            |
| 397176 | 2005 YG200             | 26 de desembre de 2005 | Mount Lemmon         | Mt. Lemmon Survey |
| 397177 | 2005 YS253             | 29 de desembre de 2005 | Kitt Peak            | Spacewatch        |
| 397178 | 2005 YV254             | 30 de desembre de 2005 | Kitt Peak            | Spacewatch        |
| 397179 | 2006 AR16              | 5 de gener de 2006     | Socorro              | LINEAR            |
| 397180 | 2006 AB17              | 5 de gener de 2006     | Kitt Peak            | Spacewatch        |
| 397181 | 2006 AJ40              | 7 de gener de 2006     | Mount Lemmon         | Mt. Lemmon Survey |
| 397182 | 2006 AZ40              | 7 de gener de 2006     | Kitt Peak            | Spacewatch        |
| 397183 | 2006 AL51              | 5 de gener de 2006     | Kitt Peak            | Spacewatch        |
| 397184 | 2006 AS54              | 30 de novembre de 2005 | Mount Lemmon         | Mt. Lemmon Survey |
| 397185 | 2006 BN17              | 22 de gener de 2006    | Mount Lemmon         | Mt. Lemmon Survey |
| 397186 | 2006 BU21              | 22 de gener de 2006    | Mount Lemmon         | Mt. Lemmon Survey |
| 397187 | 2006 BO22              | 22 de gener de 2006    | Mount Lemmon         | Mt. Lemmon Survey |
| 397188 | 2006 BM32              | 21 de gener de 2006    | Mount Lemmon         | Mt. Lemmon Survey |
| 397189 | 2006 BA47              | 24 de gener de 2006    | Socorro              | LINEAR            |
| 397190 | 2006 BQ61              | 22 de gener de 2006    | Catalina             | CSS               |
| 397191 | 2006 BR89              | 25 de gener de 2006    | Kitt Peak            | Spacewatch        |
| 397192 | 2006 BZ114             | 26 de gener de 2006    | Kitt Peak            | Spacewatch        |
| 397193 | 2006 BL115             | 26 de gener de 2006    | Kitt Peak            | Spacewatch        |
| 397194 | 2006 BZ123             | 26 de març de 1995     | Kitt Peak            | Spacewatch        |
| 397195 | 2006 BO149             | 23 de gener de 2006    | Catalina             | CSS               |
| 397196 | 2006 BN174             | 27 de gener de 2006    | Kitt Peak            | Spacewatch        |
| 397197 | 2006 BL191             | 30 de gener de 2006    | Kitt Peak            | Spacewatch        |
| 397198 | 2006 BB193             | 30 de gener de 2006    | Kitt Peak            | Spacewatch        |
| 397199 | 2006 BF196             | 30 de gener de 2006    | Kitt Peak            | Spacewatch        |
| 397200 | 2006 BR202             | 31 de gener de 2006    | Kitt Peak            | Spacewatch        |

## 397201-397300
| Nom               | Designació provisional | Data de descobriment   | Lloc de descobriment | Descobridor/s        |
| ----------------- | ---------------------- | ---------------------- | -------------------- | -------------------- |
| 397201            | 2006 BR223             | 30 de gener de 2006    | Kitt Peak            | Spacewatch           |
| 397202            | 2006 BS258             | 31 de gener de 2006    | Mount Lemmon         | Mt. Lemmon Survey    |
| 397203            | 2006 BO279             | 30 de gener de 2006    | Kitt Peak            | Spacewatch           |
| 397204            | 2006 BE283             | 31 de gener de 2006    | Kitt Peak            | Spacewatch           |
| 397205            | 2006 CO18              | 1 de febrer de 2006    | Kitt Peak            | Spacewatch           |
| 397206            | 2006 DK21              | 26 de gener de 2006    | Mount Lemmon         | Mt. Lemmon Survey    |
| 397207            | 2006 DW121             | 22 de febrer de 2006   | Anderson Mesa        | LONEOS               |
| 397208            | 2006 DW190             | 27 de febrer de 2006   | Kitt Peak            | Spacewatch           |
| 397209            | 2006 DX215             | 28 de febrer de 2006   | Mount Lemmon         | Mt. Lemmon Survey    |
| 397210            | 2006 EX2               | 26 de gener de 2006    | Mount Lemmon         | Mt. Lemmon Survey    |
| 397211            | 2006 FP27              | 24 de març de 2006     | Mount Lemmon         | Mt. Lemmon Survey    |
| 397212            | 2006 FG46              | 26 de març de 2006     | Anderson Mesa        | LONEOS               |
| 397213            | 2006 FF54              | 26 de març de 2006     | Mount Lemmon         | Mt. Lemmon Survey    |
| 397214            | 2006 GU37              | 2 d'abril de 2006      | Kitt Peak            | Deep Lens Survey     |
| 397215            | 2006 HV33              | 25 de març de 2006     | Kitt Peak            | Spacewatch           |
| 397216            | 2006 HT47              | 24 d'abril de 2006     | Kitt Peak            | Spacewatch           |
| 397217            | 2006 HU48              | 24 d'abril de 2006     | Socorro              | LINEAR               |
| 397218            | 2006 HH70              | 8 d'abril de 2006      | Kitt Peak            | Spacewatch           |
| 397219            | 2006 HY72              | 25 d'abril de 2006     | Kitt Peak            | Spacewatch           |
| 397220            | 2006 HY73              | 25 d'abril de 2006     | Kitt Peak            | Spacewatch           |
| 397221            | 2006 HH82              | 26 d'abril de 2006     | Kitt Peak            | Spacewatch           |
| 397222            | 2006 HB91              | 29 d'abril de 2006     | Kitt Peak            | Spacewatch           |
| 397223            | 2006 HF116             | 26 d'abril de 2006     | Kitt Peak            | Spacewatch           |
| 397224            | 2006 JZ21              | 2 de maig de 2006      | Kitt Peak            | Spacewatch           |
| 397225            | 2006 JY36              | 4 de maig de 2006      | Kitt Peak            | Spacewatch           |
| 397226            | 2006 KO24              | 15 de gener de 2005    | Catalina             | CSS                  |
| 397227            | 2006 KA42              | 20 de maig de 2006     | Kitt Peak            | Spacewatch           |
| 397228            | 2006 KN42              | 20 de maig de 2006     | Mount Lemmon         | Mt. Lemmon Survey    |
| 397229            | 2006 KH52              | 21 de maig de 2006     | Kitt Peak            | Spacewatch           |
| 397230            | 2006 KK57              | 22 de maig de 2006     | Kitt Peak            | Spacewatch           |
| 397231            | 2006 KN70              | 22 de maig de 2006     | Kitt Peak            | Spacewatch           |
| 397232            | 2006 KV82              | 19 de maig de 2006     | Mount Lemmon         | Mt. Lemmon Survey    |
| 397233            | 2006 KR89              | 29 de maig de 2006     | Mayhill              | A. Lowe              |
| 397234            | 2006 KW97              | 2 de maig de 2006      | Mount Lemmon         | Mt. Lemmon Survey    |
| 397235            | 2006 KR99              | 27 de maig de 2006     | Catalina             | CSS                  |
| 397236            | 2006 KS105             | 20 d'abril de 2006     | Siding Spring        | Siding Spring Survey |
| 397237            | 2006 KZ112             | 31 de maig de 2006     | Catalina             | CSS                  |
| 397238            | 2006 KY116             | 7 de maig de 2006      | Mount Lemmon         | Mt. Lemmon Survey    |
| 397239            | 2006 KA117             | 29 de maig de 2006     | Kitt Peak            | Spacewatch           |
| 397240            | 2006 OL5               | 19 de juliol de 2006   | Palomar              | NEAT                 |
| 397241            | 2006 OE13              | 21 de juliol de 2006   | Catalina             | CSS                  |
| 397242            | 2006 PY16              | 15 d'agost de 2006     | Palomar              | NEAT                 |
| 397243            | 2006 PZ25              | 13 d'agost de 2006     | Palomar              | NEAT                 |
| 397244            | 2006 PT43              | 13 d'agost de 2006     | Palomar              | NEAT                 |
| 397245            | 2006 QJ                | 16 d'agost de 2006     | Reedy Creek          | J. Broughton         |
| 397246            | 2006 QE4               | 18 d'agost de 2006     | Kitt Peak            | Spacewatch           |
| 397247            | 2006 QQ9               | 19 d'agost de 2006     | Kitt Peak            | Spacewatch           |
| 397248            | 2006 QD23              | 19 d'agost de 2006     | Palomar              | NEAT                 |
| 397249            | 2006 QX25              | 19 d'agost de 2006     | Kitt Peak            | Spacewatch           |
| 397250            | 2006 QS31              | 8 d'agost de 2006      | Siding Spring        | Siding Spring Survey |
| 397251            | 2006 QS80              | 5 de febrer de 2000    | Kitt Peak            | Spacewatch           |
| 397252            | 2006 QY95              | 16 d'agost de 2006     | Palomar              | NEAT                 |
| 397253            | 2006 QG98              | 22 d'agost de 2006     | Palomar              | NEAT                 |
| 397254            | 2006 QG99              | 23 d'agost de 2006     | Palomar              | NEAT                 |
| 397255            | 2006 QC111             | 27 d'agost de 2006     | Lulin                | H.-C. Lin, Q.-z. Ye  |
| 397256            | 2006 QM120             | 29 d'agost de 2006     | Catalina             | CSS                  |
| 397257            | 2006 QA130             | 19 d'agost de 2006     | Palomar              | NEAT                 |
| 397258            | 2006 QL142             | 18 d'agost de 2006     | Palomar              | NEAT                 |
| 397259            | 2006 QR159             | 19 d'agost de 2006     | Kitt Peak            | Spacewatch           |
| 397260            | 2006 RF                | 29 d'agost de 2006     | Anderson Mesa        | LONEOS               |
| 397261            | 2006 RZ15              | 14 de setembre de 2006 | Catalina             | CSS                  |
| 397262            | 2006 RN16              | 14 de setembre de 2006 | Palomar              | NEAT                 |
| 397263            | 2006 RG17              | 14 de setembre de 2006 | Catalina             | CSS                  |
| 397264            | 2006 RV23              | 13 de setembre de 2006 | Palomar              | NEAT                 |
| 397265            | 2006 RQ35              | 14 de setembre de 2006 | Catalina             | CSS                  |
| 397266            | 2006 RT37              | 12 de setembre de 2006 | Catalina             | CSS                  |
| 397267            | 2006 RS58              | 15 de setembre de 2006 | Kitt Peak            | Spacewatch           |
| 397268            | 2006 RB61              | 15 de setembre de 2006 | Socorro              | LINEAR               |
| 397269            | 2006 RE61              | 21 de juliol de 2006   | Catalina             | CSS                  |
| 397270            | 2006 RG63              | 14 de setembre de 2006 | Catalina             | CSS                  |
| 397271            | 2006 RT67              | 15 de setembre de 2006 | Kitt Peak            | Spacewatch           |
| 397272            | 2006 RS69              | 15 de setembre de 2006 | Kitt Peak            | Spacewatch           |
| 397273            | 2006 RA71              | 15 de setembre de 2006 | Kitt Peak            | Spacewatch           |
| 397274            | 2006 RL73              | 15 de setembre de 2006 | Kitt Peak            | Spacewatch           |
| 397275            | 2006 RP85              | 15 de setembre de 2006 | Kitt Peak            | Spacewatch           |
| 397276            | 2006 RO92              | 15 de setembre de 2006 | Kitt Peak            | Spacewatch           |
| 397277            | 2006 RV95              | 15 de setembre de 2006 | Kitt Peak            | Spacewatch           |
| 397278 Arvidson   | 2006 RE114             | 14 de setembre de 2006 | Mauna Kea            | J. Masiero           |
| 397279 Bloomsburg | 2006 RF118             | 14 de setembre de 2006 | Mauna Kea            | J. Masiero           |
| 397280            | 2006 SW9               | 2 de maig de 2006      | Mount Lemmon         | Mt. Lemmon Survey    |
| 397281            | 2006 SR17              | 17 de setembre de 2006 | Kitt Peak            | Spacewatch           |
| 397282            | 2006 SF38              | 18 de setembre de 2006 | Kitt Peak            | Spacewatch           |
| 397283            | 2006 SP40              | 18 de setembre de 2006 | Catalina             | CSS                  |
| 397284            | 2006 SN49              | 19 de setembre de 2006 | Kitt Peak            | Spacewatch           |
| 397285            | 2006 SZ50              | 17 de setembre de 2006 | Catalina             | CSS                  |
| 397286            | 2006 SE51              | 17 de setembre de 2006 | Catalina             | CSS                  |
| 397287            | 2006 SG54              | 16 de setembre de 2006 | Catalina             | CSS                  |
| 397288            | 2006 SS79              | 17 de setembre de 2006 | Catalina             | CSS                  |
| 397289            | 2006 SX83              | 18 de setembre de 2006 | Kitt Peak            | Spacewatch           |
| 397290            | 2006 SQ95              | 18 de setembre de 2006 | Kitt Peak            | Spacewatch           |
| 397291            | 2006 SG96              | 18 de setembre de 2006 | Kitt Peak            | Spacewatch           |
| 397292            | 2006 ST106             | 19 de setembre de 2006 | Kitt Peak            | Spacewatch           |
| 397293            | 2006 SX111             | 22 de setembre de 2006 | Catalina             | CSS                  |
| 397294            | 2006 SK124             | 19 de setembre de 2006 | Catalina             | CSS                  |
| 397295            | 2006 SO135             | 20 de setembre de 2006 | Catalina             | CSS                  |
| 397296            | 2006 SH145             | 19 de setembre de 2006 | Kitt Peak            | Spacewatch           |
| 397297            | 2006 SV168             | 25 de setembre de 2006 | Kitt Peak            | Spacewatch           |
| 397298            | 2006 SH170             | 25 de setembre de 2006 | Kitt Peak            | Spacewatch           |
| 397299            | 2006 SP175             | 25 de setembre de 2006 | Mount Lemmon         | Mt. Lemmon Survey    |
| 397300            | 2006 SH201             | 24 de setembre de 2006 | Kitt Peak            | Spacewatch           |

## 397301-397400
| Nom    | Designació provisional | Data de descobriment   | Lloc de descobriment | Descobridor/s     |
| ------ | ---------------------- | ---------------------- | -------------------- | ----------------- |
| 397301 | 2006 SS201             | 24 de setembre de 2006 | Kitt Peak            | Spacewatch        |
| 397302 | 2006 SD216             | 27 de setembre de 2006 | Kitt Peak            | Spacewatch        |
| 397303 | 2006 SL226             | 26 de setembre de 2006 | Kitt Peak            | Spacewatch        |
| 397304 | 2006 SM234             | 26 de setembre de 2006 | Kitt Peak            | Spacewatch        |
| 397305 | 2006 SU243             | 26 de setembre de 2006 | Kitt Peak            | Spacewatch        |
| 397306 | 2006 SW245             | 26 de setembre de 2006 | Mount Lemmon         | Mt. Lemmon Survey |
| 397307 | 2006 SC246             | 26 de setembre de 2006 | Mount Lemmon         | Mt. Lemmon Survey |
| 397308 | 2006 SS247             | 26 de setembre de 2006 | Mount Lemmon         | Mt. Lemmon Survey |
| 397309 | 2006 SX267             | 26 de setembre de 2006 | Kitt Peak            | Spacewatch        |
| 397310 | 2006 SO268             | 26 de setembre de 2006 | Kitt Peak            | Spacewatch        |
| 397311 | 2006 SM274             | 27 de setembre de 2006 | Mount Lemmon         | Mt. Lemmon Survey |
| 397312 | 2006 SL290             | 30 de setembre de 2006 | Anderson Mesa        | LONEOS            |
| 397313 | 2006 SV330             | 28 de setembre de 2006 | Mount Lemmon         | Mt. Lemmon Survey |
| 397314 | 2006 SE361             | 30 de setembre de 2006 | Mount Lemmon         | Mt. Lemmon Survey |
| 397315 | 2006 SV366             | 16 de setembre de 2006 | Catalina             | CSS               |
| 397316 | 2006 SW381             | 28 de setembre de 2006 | Apache Point         | A. C. Becker      |
| 397317 | 2006 SO384             | 29 de setembre de 2006 | Apache Point         | A. C. Becker      |
| 397318 | 2006 SK390             | 30 de setembre de 2006 | Apache Point         | A. C. Becker      |
| 397319 | 2006 SO396             | 17 de setembre de 2006 | Kitt Peak            | Spacewatch        |
| 397320 | 2006 ST400             | 25 de setembre de 2006 | Kitt Peak            | Spacewatch        |
| 397321 | 2006 SC401             | 27 de setembre de 2006 | Kitt Peak            | Spacewatch        |
| 397322 | 2006 SU404             | 30 de setembre de 2006 | Kitt Peak            | Spacewatch        |
| 397323 | 2006 SQ410             | 18 de setembre de 2006 | Kitt Peak            | Spacewatch        |
| 397324 | 2006 SD413             | 19 de setembre de 2006 | Catalina             | CSS               |
| 397325 | 2006 TG                | 2 d'octubre de 2006    | Mayhill              | A. Lowe           |
| 397326 | 2006 TC1               | 3 d'octubre de 2006    | Mount Lemmon         | Mt. Lemmon Survey |
| 397327 | 2006 TM9               | 11 d'octubre de 2006   | Kitt Peak            | Spacewatch        |
| 397328 | 2006 TN18              | 11 d'octubre de 2006   | Kitt Peak            | Spacewatch        |
| 397329 | 2006 TV32              | 12 d'octubre de 2006   | Kitt Peak            | Spacewatch        |
| 397330 | 2006 TZ32              | 26 de setembre de 2006 | Mount Lemmon         | Mt. Lemmon Survey |
| 397331 | 2006 TO55              | 12 d'octubre de 2006   | Palomar              | NEAT              |
| 397332 | 2006 TA63              | 20 de setembre de 2006 | Anderson Mesa        | LONEOS            |
| 397333 | 2006 TG64              | 10 d'octubre de 2006   | Palomar              | NEAT              |
| 397334 | 2006 TK67              | 17 de setembre de 2006 | Catalina             | CSS               |
| 397335 | 2006 TN67              | 11 d'octubre de 2006   | Kitt Peak            | Spacewatch        |
| 397336 | 2006 TW67              | 11 d'octubre de 2006   | Palomar              | NEAT              |
| 397337 | 2006 TQ72              | 11 d'octubre de 2006   | Palomar              | NEAT              |
| 397338 | 2006 TG75              | 11 d'octubre de 2006   | Palomar              | NEAT              |
| 397339 | 2006 TS88              | 13 d'octubre de 2006   | Kitt Peak            | Spacewatch        |
| 397340 | 2006 TH90              | 13 d'octubre de 2006   | Kitt Peak            | Spacewatch        |
| 397341 | 2006 TB96              | 12 d'octubre de 2006   | Palomar              | NEAT              |
| 397342 | 2006 TK109             | 4 d'octubre de 2006    | Mount Lemmon         | Mt. Lemmon Survey |
| 397343 | 2006 UQ1               | 30 de setembre de 2006 | Anderson Mesa        | LONEOS            |
| 397344 | 2006 UZ11              | 17 d'octubre de 2006   | Mount Lemmon         | Mt. Lemmon Survey |
| 397345 | 2006 UN37              | 3 d'octubre de 2006    | Mount Lemmon         | Mt. Lemmon Survey |
| 397346 | 2006 UR44              | 16 d'octubre de 2006   | Kitt Peak            | Spacewatch        |
| 397347 | 2006 UQ63              | 17 d'octubre de 2006   | Kitami               | K. Endate         |
| 397348 | 2006 UH70              | 16 de setembre de 2006 | Catalina             | CSS               |
| 397349 | 2006 UD71              | 16 d'octubre de 2006   | Catalina             | CSS               |
| 397350 | 2006 UJ83              | 17 d'octubre de 2006   | Mount Lemmon         | Mt. Lemmon Survey |
| 397351 | 2006 UK85              | 17 d'octubre de 2006   | Mount Lemmon         | Mt. Lemmon Survey |
| 397352 | 2006 UZ88              | 17 d'octubre de 2006   | Kitt Peak            | Spacewatch        |
| 397353 | 2006 UW90              | 17 d'octubre de 2006   | Kitt Peak            | Spacewatch        |
| 397354 | 2006 UQ94              | 18 d'octubre de 2006   | Kitt Peak            | Spacewatch        |
| 397355 | 2006 UT97              | 18 d'octubre de 2006   | Kitt Peak            | Spacewatch        |
| 397356 | 2006 UF98              | 18 d'octubre de 2006   | Kitt Peak            | Spacewatch        |
| 397357 | 2006 UB103             | 18 d'octubre de 2006   | Kitt Peak            | Spacewatch        |
| 397358 | 2006 UY114             | 18 de setembre de 2006 | Kitt Peak            | Spacewatch        |
| 397359 | 2006 UC119             | 19 d'octubre de 2006   | Kitt Peak            | Spacewatch        |
| 397360 | 2006 UZ124             | 19 d'octubre de 2006   | Catalina             | CSS               |
| 397361 | 2006 UL129             | 27 de setembre de 2006 | Mount Lemmon         | Mt. Lemmon Survey |
| 397362 | 2006 UA141             | 19 d'octubre de 2006   | Kitt Peak            | Spacewatch        |
| 397363 | 2006 UW156             | 21 d'octubre de 2006   | Catalina             | CSS               |
| 397364 | 2006 UE176             | 16 d'octubre de 2006   | Catalina             | CSS               |
| 397365 | 2006 UG182             | 16 d'octubre de 2006   | Catalina             | CSS               |
| 397366 | 2006 UX201             | 22 d'octubre de 2006   | Palomar              | NEAT              |
| 397367 | 2006 UU204             | 22 d'octubre de 2006   | Palomar              | NEAT              |
| 397368 | 2006 UN210             | 23 d'octubre de 2006   | Kitt Peak            | Spacewatch        |
| 397369 | 2006 UD224             | 19 d'octubre de 2006   | Palomar              | NEAT              |
| 397370 | 2006 UB242             | 27 d'octubre de 2006   | Kitt Peak            | Spacewatch        |
| 397371 | 2006 UX247             | 27 d'octubre de 2006   | Mount Lemmon         | Mt. Lemmon Survey |
| 397372 | 2006 UD263             | 30 d'octubre de 2006   | Marly                | Observatoire Naef |
| 397373 | 2006 UX270             | 27 d'octubre de 2006   | Mount Lemmon         | Mt. Lemmon Survey |
| 397374 | 2006 UD276             | 19 d'octubre de 2006   | Kitt Peak            | Spacewatch        |
| 397375 | 2006 UL328             | 17 d'octubre de 2006   | Mount Lemmon         | Mt. Lemmon Survey |
| 397376 | 2006 UQ335             | 17 d'octubre de 2006   | Kitt Peak            | Spacewatch        |
| 397377 | 2006 UW337             | 22 d'octubre de 2006   | Catalina             | CSS               |
| 397378 | 2006 UJ338             | 28 d'octubre de 2006   | Mount Lemmon         | Mt. Lemmon Survey |
| 397379 | 2006 UO358             | 16 d'octubre de 2006   | Kitt Peak            | Spacewatch        |
| 397380 | 2006 UV359             | 25 de setembre de 2006 | Mount Lemmon         | Mt. Lemmon Survey |
| 397381 | 2006 UA361             | 16 d'octubre de 2006   | Catalina             | CSS               |
| 397382 | 2006 VU3               | 22 d'octubre de 2006   | Kitt Peak            | Spacewatch        |
| 397383 | 2006 VU44              | 30 de setembre de 2006 | Mount Lemmon         | Mt. Lemmon Survey |
| 397384 | 2006 VM53              | 11 de novembre de 2006 | Kitt Peak            | Spacewatch        |
| 397385 | 2006 VC54              | 11 de novembre de 2006 | Kitt Peak            | Spacewatch        |
| 397386 | 2006 VC56              | 22 d'octubre de 2006   | Mount Lemmon         | Mt. Lemmon Survey |
| 397387 | 2006 VA61              | 4 d'octubre de 2006    | Mount Lemmon         | Mt. Lemmon Survey |
| 397388 | 2006 VE67              | 28 de setembre de 2006 | Mount Lemmon         | Mt. Lemmon Survey |
| 397389 | 2006 VF67              | 11 de novembre de 2006 | Kitt Peak            | Spacewatch        |
| 397390 | 2006 VV76              | 12 de novembre de 2006 | Mount Lemmon         | Mt. Lemmon Survey |
| 397391 | 2006 VA97              | 11 de novembre de 2006 | Kitt Peak            | Spacewatch        |
| 397392 | 2006 VA100             | 11 de novembre de 2006 | Catalina             | CSS               |
| 397393 | 2006 VO105             | 13 de novembre de 2006 | Kitt Peak            | Spacewatch        |
| 397394 | 2006 VE106             | 13 de novembre de 2006 | Catalina             | CSS               |
| 397395 | 2006 VT116             | 14 de novembre de 2006 | Kitt Peak            | Spacewatch        |
| 397396 | 2006 VU136             | 15 de novembre de 2006 | Kitt Peak            | Spacewatch        |
| 397397 | 2006 WN16              | 17 de novembre de 2006 | Kitt Peak            | Spacewatch        |
| 397398 | 2006 WS33              | 16 de novembre de 2006 | Kitt Peak            | Spacewatch        |
| 397399 | 2006 WV66              | 17 de novembre de 2006 | Mount Lemmon         | Mt. Lemmon Survey |
| 397400 | 2006 WD72              | 31 d'octubre de 2006   | Mount Lemmon         | Mt. Lemmon Survey |

## 397401-397500
| Nom    | Designació provisional | Data de descobriment   | Lloc de descobriment | Descobridor/s        |
| ------ | ---------------------- | ---------------------- | -------------------- | -------------------- |
| 397401 | 2006 WF82              | 18 de novembre de 2006 | Kitt Peak            | Spacewatch           |
| 397402 | 2006 WY102             | 19 de novembre de 2006 | Kitt Peak            | Spacewatch           |
| 397403 | 2006 WL108             | 19 de novembre de 2006 | Kitt Peak            | Spacewatch           |
| 397404 | 2006 WL150             | 20 de novembre de 2006 | Kitt Peak            | Spacewatch           |
| 397405 | 2006 WS166             | 15 de novembre de 2006 | Kitt Peak            | Spacewatch           |
| 397406 | 2006 WK175             | 23 de novembre de 2006 | Kitt Peak            | Spacewatch           |
| 397407 | 2006 WC184             | 25 de novembre de 2006 | Mount Lemmon         | Mt. Lemmon Survey    |
| 397408 | 2006 WL199             | 19 de novembre de 2006 | Kitt Peak            | Spacewatch           |
| 397409 | 2006 XB24              | 12 de desembre de 2006 | Catalina             | CSS                  |
| 397410 | 2006 XJ35              | 11 de desembre de 2006 | Kitt Peak            | Spacewatch           |
| 397411 | 2006 XV52              | 16 de novembre de 2006 | Mount Lemmon         | Mt. Lemmon Survey    |
| 397412 | 2006 YQ3               | 23 d'octubre de 2006   | Mount Lemmon         | Mt. Lemmon Survey    |
| 397413 | 2006 YN25              | 21 de desembre de 2006 | Kitt Peak            | Spacewatch           |
| 397414 | 2006 YK27              | 21 de desembre de 2006 | Kitt Peak            | Spacewatch           |
| 397415 | 2006 YA33              | 21 de desembre de 2006 | Kitt Peak            | Spacewatch           |
| 397416 | 2006 YR36              | 21 de desembre de 2006 | Kitt Peak            | Spacewatch           |
| 397417 | 2006 YZ36              | 21 de desembre de 2006 | Kitt Peak            | Spacewatch           |
| 397418 | 2006 YG40              | 22 de desembre de 2006 | Kitt Peak            | Spacewatch           |
| 397419 | 2006 YU42              | 23 de desembre de 2006 | Catalina             | CSS                  |
| 397420 | 2006 YC50              | 21 de desembre de 2006 | Kitt Peak            | M. W. Buie           |
| 397421 | 2007 AO3               | 29 d'octubre de 2005   | Catalina             | CSS                  |
| 397422 | 2007 AB17              | 1 de novembre de 2006  | Mount Lemmon         | Mt. Lemmon Survey    |
| 397423 | 2007 AW30              | 9 de gener de 2007     | Kitt Peak            | Spacewatch           |
| 397424 | 2007 BF2               | 16 de gener de 2007    | Catalina             | CSS                  |
| 397425 | 2007 BU4               | 17 de gener de 2007    | Kitt Peak            | Spacewatch           |
| 397426 | 2007 BB16              | 17 de gener de 2007    | Kitt Peak            | Spacewatch           |
| 397427 | 2007 BK16              | 17 de gener de 2007    | Kitt Peak            | Spacewatch           |
| 397428 | 2007 BZ42              | 24 de gener de 2007    | Mount Lemmon         | Mt. Lemmon Survey    |
| 397429 | 2007 BM80              | 17 de gener de 2007    | Kitt Peak            | Spacewatch           |
| 397430 | 2007 CA26              | 9 de febrer de 2007    | Catalina             | CSS                  |
| 397431 | 2007 CB28              | 27 de novembre de 2006 | Mount Lemmon         | Mt. Lemmon Survey    |
| 397432 | 2007 CF39              | 27 de gener de 2007    | Kitt Peak            | Spacewatch           |
| 397433 | 2007 CG79              | 10 de febrer de 2007   | Catalina             | CSS                  |
| 397434 | 2007 DE35              | 17 de febrer de 2007   | Kitt Peak            | Spacewatch           |
| 397435 | 2007 DJ46              | 21 de desembre de 2006 | Mount Lemmon         | Mt. Lemmon Survey    |
| 397436 | 2007 DV49              | 6 de febrer de 2007    | Kitt Peak            | Spacewatch           |
| 397437 | 2007 DL61              | 19 de febrer de 2007   | Catalina             | CSS                  |
| 397438 | 2007 DJ79              | 23 de febrer de 2007   | Kitt Peak            | Spacewatch           |
| 397439 | 2007 DK85              | 21 de febrer de 2007   | Kitt Peak            | Spacewatch           |
| 397440 | 2007 DV90              | 28 de gener de 2007    | Mount Lemmon         | Mt. Lemmon Survey    |
| 397441 | 2007 EH1               | 20 de gener de 2007    | Siding Spring        | Siding Spring Survey |
| 397442 | 2007 EL1               | 29 de gener de 2007    | Kitt Peak            | Spacewatch           |
| 397443 | 2007 EB9               | 9 de març de 2007      | Mount Lemmon         | Mt. Lemmon Survey    |
| 397444 | 2007 EB29              | 27 de gener de 2007    | Mount Lemmon         | Mt. Lemmon Survey    |
| 397445 | 2007 ED47              | 9 de març de 2007      | Kitt Peak            | Spacewatch           |
| 397446 | 2007 EL76              | 10 de març de 2007     | Kitt Peak            | Spacewatch           |
| 397447 | 2007 EC98              | 11 de març de 2007     | Kitt Peak            | Spacewatch           |
| 397448 | 2007 EF123             | 14 de març de 2007     | Mount Lemmon         | Mt. Lemmon Survey    |
| 397449 | 2007 EX145             | 12 de març de 2007     | Mount Lemmon         | Mt. Lemmon Survey    |
| 397450 | 2007 ES149             | 26 de febrer de 2007   | Mount Lemmon         | Mt. Lemmon Survey    |
| 397451 | 2007 EA189             | 13 de març de 2007     | Mount Lemmon         | Mt. Lemmon Survey    |
| 397452 | 2007 EB197             | 15 de març de 2007     | Kitt Peak            | Spacewatch           |
| 397453 | 2007 FA12              | 17 de març de 2007     | Anderson Mesa        | LONEOS               |
| 397454 | 2007 FJ12              | 17 de març de 2007     | Socorro              | LINEAR               |
| 397455 | 2007 FW31              | 20 de març de 2007     | Kitt Peak            | Spacewatch           |
| 397456 | 2007 GE6               | 14 d'abril de 2007     | Altschwendt          | W. Ries              |
| 397457 | 2007 GR11              | 6 de novembre de 2002  | Kitt Peak            | Spacewatch           |
| 397458 | 2007 GB61              | 15 d'abril de 2007     | Kitt Peak            | Spacewatch           |
| 397459 | 2007 GS61              | 14 de març de 2007     | Mount Lemmon         | Mt. Lemmon Survey    |
| 397460 | 2007 HU12              | 14 de març de 2007     | Kitt Peak            | Spacewatch           |
| 397461 | 2007 HY27              | 18 d'abril de 2007     | Kitt Peak            | Spacewatch           |
| 397462 | 2007 HY35              | 19 d'abril de 2007     | Kitt Peak            | Spacewatch           |
| 397463 | 2007 HC50              | 1 de novembre de 2005  | Mount Lemmon         | Mt. Lemmon Survey    |
| 397464 | 2007 HU52              | 20 d'abril de 2007     | Kitt Peak            | Spacewatch           |
| 397465 | 2007 HW60              | 20 d'abril de 2007     | Kitt Peak            | Spacewatch           |
| 397466 | 2007 HL66              | 22 d'abril de 2007     | Mount Lemmon         | Mt. Lemmon Survey    |
| 397467 | 2007 HX66              | 22 d'abril de 2007     | Mount Lemmon         | Mt. Lemmon Survey    |
| 397468 | 2007 HS73              | 21 d'octubre de 2001   | Kitt Peak            | Spacewatch           |
| 397469 | 2007 HR83              | 11 d'abril de 2007     | Kitt Peak            | Spacewatch           |
| 397470 | 2007 JN28              | 15 d'abril de 1993     | Kitt Peak            | Spacewatch           |
| 397471 | 2007 LV                | 9 de juny de 2007      | Siding Spring        | Siding Spring Survey |
| 397472 | 2007 MV9               | 19 de juny de 2007     | Kitt Peak            | Spacewatch           |
| 397473 | 2007 OB2               | 18 de juny de 2007     | Catalina             | CSS                  |
| 397474 | 2007 PP6               | 9 d'agost de 2007      | Siding Spring        | Siding Spring Survey |
| 397475 | 2007 PK21              | 9 d'agost de 2007      | Socorro              | LINEAR               |
| 397476 | 2007 PP26              | 13 d'agost de 2007     | Socorro              | LINEAR               |
| 397477 | 2007 PW34              | 9 d'agost de 2007      | Kitt Peak            | Spacewatch           |
| 397478 | 2007 PT45              | 9 d'agost de 2007      | Kitt Peak            | Spacewatch           |
| 397479 | 2007 QC2               | 18 d'agost de 2007     | La Sagra             | OAM                  |
| 397480 | 2007 QK4               | 10 d'agost de 2007     | Kitt Peak            | Spacewatch           |
| 397481 | 2007 QA6               | 21 d'agost de 2007     | Anderson Mesa        | LONEOS               |
| 397482 | 2007 QD11              | 21 d'agost de 2007     | Anderson Mesa        | LONEOS               |
| 397483 | 2007 RB20              | 14 de setembre de 2007 | Catalina             | CSS                  |
| 397484 | 2007 RY20              | 3 de setembre de 2007  | Catalina             | CSS                  |
| 397485 | 2007 RT33              | 5 de setembre de 2007  | Mount Lemmon         | Mt. Lemmon Survey    |
| 397486 | 2007 RD37              | 8 de setembre de 2007  | Anderson Mesa        | LONEOS               |
| 397487 | 2007 RO49              | 9 de setembre de 2007  | Mount Lemmon         | Mt. Lemmon Survey    |
| 397488 | 2007 RF85              | 10 de setembre de 2007 | Mount Lemmon         | Mt. Lemmon Survey    |
| 397489 | 2007 RJ85              | 10 d'agost de 2007     | Kitt Peak            | Spacewatch           |
| 397490 | 2007 RH108             | 11 de setembre de 2007 | Kitt Peak            | Spacewatch           |
| 397491 | 2007 RS131             | 12 de setembre de 2007 | Mount Lemmon         | Mt. Lemmon Survey    |
| 397492 | 2007 RS138             | 15 de setembre de 2007 | Lulin                | LUSS                 |
| 397493 | 2007 RE149             | 12 de setembre de 2007 | Catalina             | CSS                  |
| 397494 | 2007 RJ169             | 10 de setembre de 2007 | Kitt Peak            | Spacewatch           |
| 397495 | 2007 RA174             | 10 de setembre de 2007 | Kitt Peak            | Spacewatch           |
| 397496 | 2007 RF270             | 15 de setembre de 2007 | Mount Lemmon         | Mt. Lemmon Survey    |
| 397497 | 2007 RG282             | 12 de setembre de 2007 | Catalina             | CSS                  |
| 397498 | 2007 RM285             | 13 de setembre de 2007 | Kitt Peak            | Spacewatch           |
| 397499 | 2007 RR298             | 10 de setembre de 2007 | Mount Lemmon         | Mt. Lemmon Survey    |
| 397500 | 2007 RB312             | 10 de setembre de 2007 | Catalina             | CSS                  |

## 397501-397600
| Nom    | Designació provisional | Data de descobriment   | Lloc de descobriment | Descobridor/s     |
| ------ | ---------------------- | ---------------------- | -------------------- | ----------------- |
| 397501 | 2007 RR314             | 3 de setembre de 2007  | Catalina             | CSS               |
| 397502 | 2007 RM315             | 11 de setembre de 2007 | Kitt Peak            | Spacewatch        |
| 397503 | 2007 RR316             | 9 de setembre de 2007  | Mount Lemmon         | Mt. Lemmon Survey |
| 397504 | 2007 RE318             | 11 de setembre de 2007 | Catalina             | CSS               |
| 397505 | 2007 RL323             | 3 de setembre de 2007  | Catalina             | CSS               |
| 397506 | 2007 RP323             | 10 de setembre de 2007 | Mount Lemmon         | Mt. Lemmon Survey |
| 397507 | 2007 SH7               | 18 de setembre de 2007 | Kitt Peak            | Spacewatch        |
| 397508 | 2007 SM7               | 18 de setembre de 2007 | Kitt Peak            | Spacewatch        |
| 397509 | 2007 SX18              | 18 de setembre de 2007 | Mount Lemmon         | Mt. Lemmon Survey |
| 397510 | 2007 TB                | 1 d'octubre de 2007    | Eskridge             | G. Hug            |
| 397511 | 2007 TN21              | 9 d'octubre de 2007    | Dauban               | Chante-Perdrix    |
| 397512 | 2007 TB24              | 8 de març de 2005      | Mount Lemmon         | Mt. Lemmon Survey |
| 397513 | 2007 TV35              | 10 de setembre de 2007 | Mount Lemmon         | Mt. Lemmon Survey |
| 397514 | 2007 TG46              | 7 d'octubre de 2007    | Catalina             | CSS               |
| 397515 | 2007 TV47              | 4 d'octubre de 2007    | Kitt Peak            | Spacewatch        |
| 397516 | 2007 TR52              | 4 d'octubre de 2007    | Kitt Peak            | Spacewatch        |
| 397517 | 2007 TK62              | 7 d'octubre de 2007    | Mount Lemmon         | Mt. Lemmon Survey |
| 397518 | 2007 TS75              | 12 de setembre de 2007 | Mount Lemmon         | Mt. Lemmon Survey |
| 397519 | 2007 TN83              | 8 d'octubre de 2007    | Mount Lemmon         | Mt. Lemmon Survey |
| 397520 | 2007 TT87              | 8 d'octubre de 2007    | Mount Lemmon         | Mt. Lemmon Survey |
| 397521 | 2007 TQ104             | 8 d'octubre de 2007    | Mount Lemmon         | Mt. Lemmon Survey |
| 397522 | 2007 TZ116             | 9 d'octubre de 2007    | Anderson Mesa        | LONEOS            |
| 397523 | 2007 TH124             | 6 d'octubre de 2007    | Kitt Peak            | Spacewatch        |
| 397524 | 2007 TN127             | 6 d'octubre de 2007    | Kitt Peak            | Spacewatch        |
| 397525 | 2007 TK174             | 4 d'octubre de 2007    | Catalina             | CSS               |
| 397526 | 2007 TN174             | 4 d'octubre de 2007    | Catalina             | CSS               |
| 397527 | 2007 TX174             | 4 d'octubre de 2007    | Kitt Peak            | Spacewatch        |
| 397528 | 2007 TF187             | 12 de setembre de 2007 | Mount Lemmon         | Mt. Lemmon Survey |
| 397529 | 2007 TX193             | 7 d'octubre de 2007    | Catalina             | CSS               |
| 397530 | 2007 TA197             | 10 d'agost de 2007     | Kitt Peak            | Spacewatch        |
| 397531 | 2007 TB204             | 3 de maig de 2005      | Kitt Peak            | Spacewatch        |
| 397532 | 2007 TL212             | 7 d'octubre de 2007    | Kitt Peak            | Spacewatch        |
| 397533 | 2007 TD217             | 7 d'octubre de 2007    | Kitt Peak            | Spacewatch        |
| 397534 | 2007 TC223             | 8 de setembre de 2007  | Mount Lemmon         | Mt. Lemmon Survey |
| 397535 | 2007 TF246             | 9 d'octubre de 2007    | Kitt Peak            | Spacewatch        |
| 397536 | 2007 TV255             | 10 d'octubre de 2007   | Kitt Peak            | Spacewatch        |
| 397537 | 2007 TD261             | 10 d'octubre de 2007   | Kitt Peak            | Spacewatch        |
| 397538 | 2007 TH266             | 12 d'octubre de 2007   | Kitt Peak            | Spacewatch        |
| 397539 | 2007 TN286             | 26 de setembre de 1995 | Kitt Peak            | Spacewatch        |
| 397540 | 2007 TP288             | 11 d'octubre de 2007   | Catalina             | CSS               |
| 397541 | 2007 TW288             | 12 de setembre de 2007 | Catalina             | CSS               |
| 397542 | 2007 TU300             | 12 d'octubre de 2007   | Kitt Peak            | Spacewatch        |
| 397543 | 2007 TV302             | 12 d'octubre de 2007   | Kitt Peak            | Spacewatch        |
| 397544 | 2007 TE312             | 11 d'octubre de 2007   | Mount Lemmon         | Mt. Lemmon Survey |
| 397545 | 2007 TA318             | 12 d'octubre de 2007   | Kitt Peak            | Spacewatch        |
| 397546 | 2007 TL319             | 12 d'octubre de 2007   | Kitt Peak            | Spacewatch        |
| 397547 | 2007 TP327             | 11 d'octubre de 2007   | Kitt Peak            | Spacewatch        |
| 397548 | 2007 TS333             | 11 d'octubre de 2007   | Kitt Peak            | Spacewatch        |
| 397549 | 2007 TG334             | 11 d'octubre de 2007   | Kitt Peak            | Spacewatch        |
| 397550 | 2007 TH334             | 11 d'octubre de 2007   | Kitt Peak            | Spacewatch        |
| 397551 | 2007 TY360             | 14 d'octubre de 2007   | Mount Lemmon         | Mt. Lemmon Survey |
| 397552 | 2007 TN367             | 10 d'octubre de 2007   | Catalina             | CSS               |
| 397553 | 2007 TS373             | 14 d'octubre de 2007   | Mount Lemmon         | Mt. Lemmon Survey |
| 397554 | 2007 TJ376             | 15 d'octubre de 2007   | Mount Lemmon         | Mt. Lemmon Survey |
| 397555 | 2007 TH383             | 14 d'octubre de 2007   | Kitt Peak            | Spacewatch        |
| 397556 | 2007 TL385             | 15 d'octubre de 2007   | Catalina             | CSS               |
| 397557 | 2007 TG388             | 12 de setembre de 2007 | Mount Lemmon         | Mt. Lemmon Survey |
| 397558 | 2007 TP389             | 18 de setembre de 2007 | Anderson Mesa        | LONEOS            |
| 397559 | 2007 TT422             | 10 d'octubre de 2007   | Mount Lemmon         | Mt. Lemmon Survey |
| 397560 | 2007 TU426             | 9 d'octubre de 2007    | Kitt Peak            | Spacewatch        |
| 397561 | 2007 TN431             | 14 d'octubre de 2007   | Mount Lemmon         | Mt. Lemmon Survey |
| 397562 | 2007 TV438             | 10 d'octubre de 2007   | Mount Lemmon         | Mt. Lemmon Survey |
| 397563 | 2007 TB445             | 12 d'octubre de 2007   | Socorro              | LINEAR            |
| 397564 | 2007 UJ9               | 17 d'octubre de 2007   | Anderson Mesa        | LONEOS            |
| 397565 | 2007 UM10              | 18 d'octubre de 2007   | Catalina             | CSS               |
| 397566 | 2007 UP13              | 17 d'octubre de 2007   | Catalina             | CSS               |
| 397567 | 2007 UA14              | 16 d'octubre de 2007   | Mount Lemmon         | Mt. Lemmon Survey |
| 397568 | 2007 UT32              | 19 d'octubre de 2007   | Catalina             | CSS               |
| 397569 | 2007 UZ32              | 24 d'agost de 2007     | Kitt Peak            | Spacewatch        |
| 397570 | 2007 UN51              | 13 de setembre de 2007 | Mount Lemmon         | Mt. Lemmon Survey |
| 397571 | 2007 UG53              | 30 d'octubre de 2007   | Kitt Peak            | Spacewatch        |
| 397572 | 2007 UJ65              | 9 de setembre de 2007  | Mount Lemmon         | Mt. Lemmon Survey |
| 397573 | 2007 UK86              | 12 d'octubre de 2007   | Kitt Peak            | Spacewatch        |
| 397574 | 2007 UM89              | 30 d'octubre de 2007   | Mount Lemmon         | Mt. Lemmon Survey |
| 397575 | 2007 UX101             | 30 d'octubre de 2007   | Kitt Peak            | Spacewatch        |
| 397576 | 2007 UO112             | 30 d'octubre de 2007   | Mount Lemmon         | Mt. Lemmon Survey |
| 397577 | 2007 UZ119             | 30 d'octubre de 2007   | Mount Lemmon         | Mt. Lemmon Survey |
| 397578 | 2007 UB123             | 31 d'octubre de 2007   | Mount Lemmon         | Mt. Lemmon Survey |
| 397579 | 2007 UU126             | 17 d'octubre de 2007   | Mount Lemmon         | Mt. Lemmon Survey |
| 397580 | 2007 UK127             | 30 d'octubre de 2007   | Kitt Peak            | Spacewatch        |
| 397581 | 2007 US127             | 19 d'octubre de 2007   | Kitt Peak            | Spacewatch        |
| 397582 | 2007 US131             | 17 d'octubre de 2007   | Mount Lemmon         | Mt. Lemmon Survey |
| 397583 | 2007 UR140             | 19 d'octubre de 2007   | Catalina             | CSS               |
| 397584 | 2007 UU141             | 21 d'octubre de 2007   | Mount Lemmon         | Mt. Lemmon Survey |
| 397585 | 2007 VX4               | 8 d'octubre de 2007    | Mount Lemmon         | Mt. Lemmon Survey |
| 397586 | 2007 VF5               | 14 d'octubre de 2007   | Catalina             | CSS               |
| 397587 | 2007 VB7               | 10 de setembre de 2007 | Catalina             | CSS               |
| 397588 | 2007 VS7               | 2 de novembre de 2007  | 7300                 | W. K. Y. Yeung    |
| 397589 | 2007 VV8               | 19 d'octubre de 2007   | Catalina             | CSS               |
| 397590 | 2007 VU29              | 1 de novembre de 2007  | Kitt Peak            | Spacewatch        |
| 397591 | 2007 VE45              | 9 d'octubre de 2007    | Kitt Peak            | Spacewatch        |
| 397592 | 2007 VF46              | 1 de novembre de 2007  | Kitt Peak            | Spacewatch        |
| 397593 | 2007 VG46              | 1 de novembre de 2007  | Kitt Peak            | Spacewatch        |
| 397594 | 2007 VP52              | 1 de novembre de 2007  | Kitt Peak            | Spacewatch        |
| 397595 | 2007 VS54              | 9 de setembre de 2007  | Mount Lemmon         | Mt. Lemmon Survey |
| 397596 | 2007 VC63              | 15 d'octubre de 2007   | Mount Lemmon         | Mt. Lemmon Survey |
| 397597 | 2007 VJ71              | 2 de novembre de 2007  | Socorro              | LINEAR            |
| 397598 | 2007 VU71              | 5 de novembre de 2007  | Socorro              | LINEAR            |
| 397599 | 2007 VY83              | 5 de novembre de 2007  | La Sagra             | OAM               |
| 397600 | 2007 VQ86              | 2 de novembre de 2007  | Socorro              | LINEAR            |

## 397601-397700
| Nom    | Designació provisional | Data de descobriment   | Lloc de descobriment | Descobridor/s          |
| ------ | ---------------------- | ---------------------- | -------------------- | ---------------------- |
| 397601 | 2007 VP95              | 8 de novembre de 2007  | Socorro              | LINEAR                 |
| 397602 | 2007 VZ95              | 7 de novembre de 2007  | Bisei SG Center      | BATTeRS                |
| 397603 | 2007 VN125             | 21 d'octubre de 2007   | Catalina             | CSS                    |
| 397604 | 2007 VC128             | 20 d'octubre de 2007   | Kitt Peak            | Spacewatch             |
| 397605 | 2007 VD155             | 5 de novembre de 2007  | Kitt Peak            | Spacewatch             |
| 397606 | 2007 VQ157             | 20 d'octubre de 2007   | Mount Lemmon         | Mt. Lemmon Survey      |
| 397607 | 2007 VZ159             | 5 de novembre de 2007  | Kitt Peak            | Spacewatch             |
| 397608 | 2007 VX165             | 5 de novembre de 2007  | Kitt Peak            | Spacewatch             |
| 397609 | 2007 VV169             | 5 de novembre de 2007  | Kitt Peak            | Spacewatch             |
| 397610 | 2007 VC173             | 2 de novembre de 2007  | Mount Lemmon         | Mt. Lemmon Survey      |
| 397611 | 2007 VV188             | 12 de novembre de 2007 | Socorro              | LINEAR                 |
| 397612 | 2007 VM212             | 5 de novembre de 2007  | Kitt Peak            | Spacewatch             |
| 397613 | 2007 VB224             | 30 d'octubre de 2007   | Kitt Peak            | Spacewatch             |
| 397614 | 2007 VM241             | 12 de novembre de 2007 | Catalina             | CSS                    |
| 397615 | 2007 VX255             | 5 de novembre de 2007  | Kitt Peak            | Spacewatch             |
| 397616 | 2007 VY256             | 28 de desembre de 2003 | Kitt Peak            | Spacewatch             |
| 397617 | 2007 VW260             | 13 de novembre de 2007 | Kitt Peak            | Spacewatch             |
| 397618 | 2007 VH278             | 10 d'octubre de 2007   | Mount Lemmon         | Mt. Lemmon Survey      |
| 397619 | 2007 VH307             | 2 de novembre de 2007  | Kitt Peak            | Spacewatch             |
| 397620 | 2007 VE309             | 9 de novembre de 2007  | Kitt Peak            | Spacewatch             |
| 397621 | 2007 VR316             | 6 de novembre de 2007  | Mount Lemmon         | Mt. Lemmon Survey      |
| 397622 | 2007 VL321             | 12 de novembre de 2007 | Catalina             | CSS                    |
| 397623 | 2007 VQ323             | 4 de novembre de 2007  | Socorro              | LINEAR                 |
| 397624 | 2007 VL324             | 7 de novembre de 2007  | Socorro              | LINEAR                 |
| 397625 | 2007 VZ324             | 9 de novembre de 2007  | Catalina             | CSS                    |
| 397626 | 2007 VK325             | 2 de novembre de 2007  | Kitt Peak            | Spacewatch             |
| 397627 | 2007 VL328             | 8 de novembre de 2007  | Kitt Peak            | Spacewatch             |
| 397628 | 2007 VL329             | 15 de novembre de 2007 | Socorro              | LINEAR                 |
| 397629 | 2007 VE332             | 7 de novembre de 2007  | Mount Lemmon         | Mt. Lemmon Survey      |
| 397630 | 2007 WR4               | 20 de novembre de 2007 | Mount Lemmon         | Mt. Lemmon Survey      |
| 397631 | 2007 WO22              | 18 d'octubre de 2007   | Kitt Peak            | Spacewatch             |
| 397632 | 2007 WR22              | 9 d'octubre de 2007    | Kitt Peak            | Spacewatch             |
| 397633 | 2007 WF42              | 3 de novembre de 2007  | Kitt Peak            | Spacewatch             |
| 397634 | 2007 WW60              | 16 de novembre de 2007 | Mount Lemmon         | Mt. Lemmon Survey      |
| 397635 | 2007 WE63              | 19 de novembre de 2007 | Mount Lemmon         | Mt. Lemmon Survey      |
| 397636 | 2007 XY                | 1 de desembre de 2007  | Lulin                | LUSS                   |
| 397637 | 2007 XH5               | 3 de novembre de 2007  | Catalina             | CSS                    |
| 397638 | 2007 XH6               | 27 de setembre de 2007 | Mount Lemmon         | Mt. Lemmon Survey      |
| 397639 | 2007 XY10              | 4 de desembre de 2007  | Mount Lemmon         | Mt. Lemmon Survey      |
| 397640 | 2007 XH17              | 2 de novembre de 2007  | Mount Lemmon         | Mt. Lemmon Survey      |
| 397641 | 2007 XK18              | 3 de desembre de 2007  | Catalina             | CSS                    |
| 397642 | 2007 XZ24              | 4 de desembre de 2007  | Socorro              | LINEAR                 |
| 397643 | 2007 XG36              | 13 de desembre de 2007 | Socorro              | LINEAR                 |
| 397644 | 2007 XW36              | 3 de novembre de 2007  | Kitt Peak            | Spacewatch             |
| 397645 | 2007 XH43              | 13 de novembre de 2007 | Kitt Peak            | Spacewatch             |
| 397646 | 2007 XD48              | 15 de desembre de 2007 | Kitt Peak            | Spacewatch             |
| 397647 | 2007 XZ49              | 3 de desembre de 2007  | Kitt Peak            | Spacewatch             |
| 397648 | 2007 XC55              | 5 de desembre de 2007  | Kitt Peak            | Spacewatch             |
| 397649 | 2007 XW56              | 4 de desembre de 2007  | Kitt Peak            | Spacewatch             |
| 397650 | 2007 YK5               | 1 de novembre de 2007  | Kitt Peak            | Spacewatch             |
| 397651 | 2007 YV8               | 16 de desembre de 2007 | Mount Lemmon         | Mt. Lemmon Survey      |
| 397652 | 2007 YV9               | 16 de desembre de 2007 | Mount Lemmon         | Mt. Lemmon Survey      |
| 397653 | 2007 YJ26              | 7 de novembre de 2007  | Mount Lemmon         | Mt. Lemmon Survey      |
| 397654 | 2007 YU39              | 30 de desembre de 2007 | Mount Lemmon         | Mt. Lemmon Survey      |
| 397655 | 2007 YN44              | 30 de desembre de 2007 | Kitt Peak            | Spacewatch             |
| 397656 | 2007 YV62              | 30 de desembre de 2007 | Mount Lemmon         | Mt. Lemmon Survey      |
| 397657 | 2007 YN63              | 31 de desembre de 2007 | Kitt Peak            | Spacewatch             |
| 397658 | 2007 YJ71              | 16 de desembre de 2007 | Socorro              | LINEAR                 |
| 397659 | 2007 YS72              | 19 de desembre de 2007 | Mount Lemmon         | Mt. Lemmon Survey      |
| 397660 | 2008 AM                | 1 de gener de 2008     | Kitt Peak            | Spacewatch             |
| 397661 | 2008 AB14              | 10 de gener de 2008    | Mount Lemmon         | Mt. Lemmon Survey      |
| 397662 | 2008 AJ14              | 31 de desembre de 2007 | Kitt Peak            | Spacewatch             |
| 397663 | 2008 AZ17              | 10 de gener de 2008    | Kitt Peak            | Spacewatch             |
| 397664 | 2008 AC32              | 11 de gener de 2008    | Kitt Peak            | Spacewatch             |
| 397665 | 2008 AF33              | 12 de gener de 2008    | Catalina             | CSS                    |
| 397666 | 2008 AS33              | 5 de gener de 2008     | XuYi                 | PMO NEO Survey Program |
| 397667 | 2008 AU35              | 10 de gener de 2008    | Kitt Peak            | Spacewatch             |
| 397668 | 2008 AM37              | 31 de desembre de 2007 | Kitt Peak            | Spacewatch             |
| 397669 | 2008 AB59              | 11 de gener de 2008    | Kitt Peak            | Spacewatch             |
| 397670 | 2008 AC63              | 30 de desembre de 2007 | Kitt Peak            | Spacewatch             |
| 397671 | 2008 AM71              | 30 de desembre de 2007 | Kitt Peak            | Spacewatch             |
| 397672 | 2008 AN72              | 14 de gener de 2008    | Kitt Peak            | Spacewatch             |
| 397673 | 2008 AX74              | 11 de gener de 2008    | Kitt Peak            | Spacewatch             |
| 397674 | 2008 AO94              | 14 de gener de 2008    | Kitt Peak            | Spacewatch             |
| 397675 | 2008 AK96              | 14 de gener de 2008    | Kitt Peak            | Spacewatch             |
| 397676 | 2008 AM99              | 14 de gener de 2008    | Kitt Peak            | Spacewatch             |
| 397677 | 2008 AP106             | 19 d'octubre de 2007   | Mount Lemmon         | Mt. Lemmon Survey      |
| 397678 | 2008 AY107             | 15 de gener de 2008    | Kitt Peak            | Spacewatch             |
| 397679 | 2008 AH129             | 10 de gener de 2008    | Kitt Peak            | Spacewatch             |
| 397680 | 2008 BE1               | 7 de novembre de 2007  | Mount Lemmon         | Mt. Lemmon Survey      |
| 397681 | 2008 BT13              | 19 de gener de 2008    | Kitt Peak            | Spacewatch             |
| 397682 | 2008 BB28              | 30 de desembre de 2007 | Mount Lemmon         | Mt. Lemmon Survey      |
| 397683 | 2008 BC45              | 31 de gener de 2008    | Catalina             | CSS                    |
| 397684 | 2008 BG46              | 30 de gener de 2008    | Mount Lemmon         | Mt. Lemmon Survey      |
| 397685 | 2008 BQ50              | 31 de gener de 2008    | Mount Lemmon         | Mt. Lemmon Survey      |
| 397686 | 2008 CT                | 2 de febrer de 2008    | Winterthur           | M. Griesser            |
| 397687 | 2008 CZ16              | 3 de febrer de 2008    | Kitt Peak            | Spacewatch             |
| 397688 | 2008 CS33              | 2 de febrer de 2008    | Kitt Peak            | Spacewatch             |
| 397689 | 2008 CN43              | 14 de novembre de 2007 | Mount Lemmon         | Mt. Lemmon Survey      |
| 397690 | 2008 CE76              | 3 de febrer de 2008    | Kitt Peak            | Spacewatch             |
| 397691 | 2008 CX115             | 10 de febrer de 2008   | Mount Lemmon         | Mt. Lemmon Survey      |
| 397692 | 2008 CH117             | 10 de febrer de 2008   | Mount Lemmon         | Mt. Lemmon Survey      |
| 397693 | 2008 CR120             | 6 de febrer de 2008    | Catalina             | CSS                    |
| 397694 | 2008 CC130             | 8 de febrer de 2008    | Kitt Peak            | Spacewatch             |
| 397695 | 2008 CM132             | 8 de febrer de 2008    | Kitt Peak            | Spacewatch             |
| 397696 | 2008 CK139             | 10 de gener de 2008    | Kitt Peak            | Spacewatch             |
| 397697 | 2008 CD150             | 9 de febrer de 2008    | Kitt Peak            | Spacewatch             |
| 397698 | 2008 CB152             | 9 de febrer de 2008    | Kitt Peak            | Spacewatch             |
| 397699 | 2008 CH154             | 9 de febrer de 2008    | Kitt Peak            | Spacewatch             |
| 397700 | 2008 CL187             | 3 de febrer de 2008    | Catalina             | CSS                    |

## 397701-397800
| Nom    | Designació provisional | Data de descobriment   | Lloc de descobriment | Descobridor/s          |
| ------ | ---------------------- | ---------------------- | -------------------- | ---------------------- |
| 397701 | 2008 CS187             | 12 de gener de 2008    | Catalina             | CSS                    |
| 397702 | 2008 CF189             | 13 de febrer de 2008   | Catalina             | CSS                    |
| 397703 | 2008 CG191             | 2 de febrer de 2008    | Kitt Peak            | Spacewatch             |
| 397704 | 2008 CF194             | 10 de febrer de 2008   | Mount Lemmon         | Mt. Lemmon Survey      |
| 397705 | 2008 CC197             | 8 de febrer de 2008    | Kitt Peak            | Spacewatch             |
| 397706 | 2008 CK197             | 8 de febrer de 2008    | Kitt Peak            | Spacewatch             |
| 397707 | 2008 CX200             | 10 de febrer de 2008   | Mount Lemmon         | Mt. Lemmon Survey      |
| 397708 | 2008 CG203             | 10 de febrer de 2008   | Mount Lemmon         | Mt. Lemmon Survey      |
| 397709 | 2008 CW206             | 11 de febrer de 2008   | Mount Lemmon         | Mt. Lemmon Survey      |
| 397710 | 2008 CT207             | 8 de febrer de 2008    | Kitt Peak            | Spacewatch             |
| 397711 | 2008 CN213             | 9 de febrer de 2008    | Kitt Peak            | Spacewatch             |
| 397712 | 2008 CA214             | 10 de febrer de 2008   | Kitt Peak            | Spacewatch             |
| 397713 | 2008 DF8               | 11 de febrer de 2008   | Kitt Peak            | Spacewatch             |
| 397714 | 2008 DJ20              | 30 de gener de 2008    | Mount Lemmon         | Mt. Lemmon Survey      |
| 397715 | 2008 DW25              | 29 de febrer de 2008   | Purple Mountain      | PMO NEO Survey Program |
| 397716 | 2008 DA27              | 29 de febrer de 2008   | Catalina             | CSS                    |
| 397717 | 2008 DA42              | 12 de gener de 2008    | Kitt Peak            | Spacewatch             |
| 397718 | 2008 DZ45              | 28 de febrer de 2008   | Catalina             | CSS                    |
| 397719 | 2008 DY52              | 29 de febrer de 2008   | Mount Lemmon         | Mt. Lemmon Survey      |
| 397720 | 2008 DG54              | 20 de desembre de 2007 | Mount Lemmon         | Mt. Lemmon Survey      |
| 397721 | 2008 DC69              | 29 de febrer de 2008   | Kitt Peak            | Spacewatch             |
| 397722 | 2008 DH87              | 28 de febrer de 2008   | Kitt Peak            | Spacewatch             |
| 397723 | 2008 EJ13              | 22 d'octubre de 2005   | Kitt Peak            | Spacewatch             |
| 397724 | 2008 EL13              | 10 de febrer de 2008   | Kitt Peak            | Spacewatch             |
| 397725 | 2008 ES24              | 3 de març de 2008      | Mount Lemmon         | Mt. Lemmon Survey      |
| 397726 | 2008 EN26              | 4 de març de 2008      | Kitt Peak            | Spacewatch             |
| 397727 | 2008 EG33              | 1 de març de 2008      | Kitt Peak            | Spacewatch             |
| 397728 | 2008 ED54              | 30 de novembre de 2005 | Mount Lemmon         | Mt. Lemmon Survey      |
| 397729 | 2008 EL69              | 20 de gener de 2008    | Mount Lemmon         | Mt. Lemmon Survey      |
| 397730 | 2008 ES76              | 7 de març de 2008      | Kitt Peak            | Spacewatch             |
| 397731 | 2008 EC86              | 7 de febrer de 2008    | Mount Lemmon         | Mt. Lemmon Survey      |
| 397732 | 2008 EA100             | 6 de març de 2008      | Catalina             | CSS                    |
| 397733 | 2008 EU110             | 8 de març de 2008      | Kitt Peak            | Spacewatch             |
| 397734 | 2008 EM117             | 8 de març de 2008      | Kitt Peak            | Spacewatch             |
| 397735 | 2008 EW120             | 9 de març de 2008      | Kitt Peak            | Spacewatch             |
| 397736 | 2008 ER134             | 11 de març de 2008     | Kitt Peak            | Spacewatch             |
| 397737 | 2008 EV134             | 11 de març de 2008     | Kitt Peak            | Spacewatch             |
| 397738 | 2008 ET156             | 10 de març de 2008     | Mount Lemmon         | Mt. Lemmon Survey      |
| 397739 | 2008 EK161             | 8 de març de 2008      | Mount Lemmon         | Mt. Lemmon Survey      |
| 397740 | 2008 EF166             | 5 de març de 2008      | Mount Lemmon         | Mt. Lemmon Survey      |
| 397741 | 2008 FT5               | 28 de març de 2008     | Altschwendt          | W. Ries                |
| 397742 | 2008 FP14              | 26 de març de 2008     | Mount Lemmon         | Mt. Lemmon Survey      |
| 397743 | 2008 FN18              | 1 de febrer de 2008    | Kitt Peak            | Spacewatch             |
| 397744 | 2008 FQ22              | 27 de març de 2008     | Kitt Peak            | Spacewatch             |
| 397745 | 2008 FX23              | 27 de març de 2008     | Kitt Peak            | Spacewatch             |
| 397746 | 2008 FP53              | 28 de març de 2008     | Mount Lemmon         | Mt. Lemmon Survey      |
| 397747 | 2008 FL54              | 12 de febrer de 2008   | Mount Lemmon         | Mt. Lemmon Survey      |
| 397748 | 2008 FQ55              | 28 de març de 2008     | Mount Lemmon         | Mt. Lemmon Survey      |
| 397749 | 2008 FU59              | 29 de març de 2008     | Kitt Peak            | Spacewatch             |
| 397750 | 2008 FW88              | 28 de març de 2008     | Kitt Peak            | Spacewatch             |
| 397751 | 2008 FB90              | 30 de gener de 2008    | Mount Lemmon         | Mt. Lemmon Survey      |
| 397752 | 2008 FG101             | 30 de març de 2008     | Kitt Peak            | Spacewatch             |
| 397753 | 2008 FV108             | 31 de març de 2008     | Mount Lemmon         | Mt. Lemmon Survey      |
| 397754 | 2008 FF113             | 1 de març de 2008      | Kitt Peak            | Spacewatch             |
| 397755 | 2008 FZ113             | 31 de març de 2008     | Kitt Peak            | Spacewatch             |
| 397756 | 2008 FK117             | 31 de març de 2008     | Kitt Peak            | Spacewatch             |
| 397757 | 2008 FS117             | 31 de març de 2008     | Kitt Peak            | Spacewatch             |
| 397758 | 2008 FE134             | 29 de març de 2008     | Kitt Peak            | Spacewatch             |
| 397759 | 2008 FD135             | 31 de març de 2008     | Kitt Peak            | Spacewatch             |
| 397760 | 2008 GS9               | 1 d'abril de 2008      | Kitt Peak            | Spacewatch             |
| 397761 | 2008 GD13              | 3 d'abril de 2008      | Mount Lemmon         | Mt. Lemmon Survey      |
| 397762 | 2008 GJ13              | 3 d'abril de 2008      | Mount Lemmon         | Mt. Lemmon Survey      |
| 397763 | 2008 GA18              | 5 de març de 2008      | Mount Lemmon         | Mt. Lemmon Survey      |
| 397764 | 2008 GE40              | 11 de febrer de 2008   | Mount Lemmon         | Mt. Lemmon Survey      |
| 397765 | 2008 GY49              | 5 d'abril de 2008      | Kitt Peak            | Spacewatch             |
| 397766 | 2008 GX73              | 7 d'abril de 2008      | Kitt Peak            | Spacewatch             |
| 397767 | 2008 GF77              | 25 d'agost de 1998     | Caussols             | ODAS                   |
| 397768 | 2008 GZ85              | 27 de febrer de 2008   | Kitt Peak            | Spacewatch             |
| 397769 | 2008 GW91              | 6 d'abril de 2008      | Mount Lemmon         | Mt. Lemmon Survey      |
| 397770 | 2008 GU100             | 9 d'abril de 2008      | Kitt Peak            | Spacewatch             |
| 397771 | 2008 GQ117             | 11 d'abril de 2008     | Kitt Peak            | Spacewatch             |
| 397772 | 2008 GC130             | 4 d'abril de 2008      | Kitt Peak            | Spacewatch             |
| 397773 | 2008 GF132             | 8 d'abril de 2008      | Kitt Peak            | Spacewatch             |
| 397774 | 2008 HP5               | 24 d'abril de 2008     | Kitt Peak            | Spacewatch             |
| 397775 | 2008 HO13              | 25 d'abril de 2008     | Kitt Peak            | Spacewatch             |
| 397776 | 2008 HY18              | 26 d'abril de 2008     | Mount Lemmon         | Mt. Lemmon Survey      |
| 397777 | 2008 HO21              | 5 d'abril de 2008      | Kitt Peak            | Spacewatch             |
| 397778 | 2008 HM22              | 26 d'abril de 2008     | Kitt Peak            | Spacewatch             |
| 397779 | 2008 HV23              | 27 d'abril de 2008     | Kitt Peak            | Spacewatch             |
| 397780 | 2008 HK26              | 29 de març de 2008     | Kitt Peak            | Spacewatch             |
| 397781 | 2008 HX26              | 27 d'abril de 2008     | Mount Lemmon         | Mt. Lemmon Survey      |
| 397782 | 2008 HN37              | 15 d'abril de 2008     | Mount Lemmon         | Mt. Lemmon Survey      |
| 397783 | 2008 HJ38              | 28 d'octubre de 2005   | Kitt Peak            | Spacewatch             |
| 397784 | 2008 HT40              | 26 d'abril de 2008     | Mount Lemmon         | Mt. Lemmon Survey      |
| 397785 | 2008 HJ41              | 28 de març de 2008     | Mount Lemmon         | Mt. Lemmon Survey      |
| 397786 | 2008 HE60              | 14 d'abril de 2002     | Socorro              | LINEAR                 |
| 397787 | 2008 JV20              | 8 de maig de 2008      | Mount Lemmon         | Mt. Lemmon Survey      |
| 397788 | 2008 JP21              | 3 d'abril de 2008      | Mount Lemmon         | Mt. Lemmon Survey      |
| 397789 | 2008 JP22              | 6 de maig de 2008      | Siding Spring        | Siding Spring Survey   |
| 397790 | 2008 JR29              | 15 d'abril de 2008     | Kitt Peak            | Spacewatch             |
| 397791 | 2008 JD37              | 13 de maig de 2008     | Mount Lemmon         | Mt. Lemmon Survey      |
| 397792 | 2008 JY40              | 27 de novembre de 2006 | Mount Lemmon         | Mt. Lemmon Survey      |
| 397793 | 2008 KN15              | 27 de maig de 2008     | Kitt Peak            | Spacewatch             |
| 397794 | 2008 KH39              | 30 de maig de 2008     | Kitt Peak            | Spacewatch             |
| 397795 | 2008 LZ7               | 6 d'abril de 2008      | Mount Lemmon         | Mt. Lemmon Survey      |
| 397796 | 2008 LS14              | 15 de maig de 2008     | Mount Lemmon         | Mt. Lemmon Survey      |
| 397797 | 2008 MZ2               | 30 de juny de 2008     | Kitt Peak            | Spacewatch             |
| 397798 | 2008 PD                | 1 d'agost de 2008      | Hibiscus             | S. F. Hönig, N. Teamo  |
| 397799 | 2008 PE5               | 4 d'agost de 2008      | La Sagra             | OAM                    |
| 397800 | 2008 PX9               | 4 d'agost de 2008      | La Sagra             | OAM                    |

## 397801-397900
| Nom    | Designació provisional | Data de descobriment   | Lloc de descobriment | Descobridor/s         |
| ------ | ---------------------- | ---------------------- | -------------------- | --------------------- |
| 397801 | 2008 QA19              | 29 d'agost de 2008     | Dauban               | F. Kugel              |
| 397802 | 2008 QU21              | 26 d'agost de 2008     | Socorro              | LINEAR                |
| 397803 | 2008 QQ38              | 24 d'agost de 2008     | Kitt Peak            | Spacewatch            |
| 397804 | 2008 QV46              | 30 d'agost de 2008     | Socorro              | LINEAR                |
| 397805 | 2008 RJ25              | 4 de setembre de 2008  | Goodricke-Pigott     | R. A. Tucker          |
| 397806 | 2008 RQ35              | 2 de setembre de 2008  | Kitt Peak            | Spacewatch            |
| 397807 | 2008 RH45              | 23 d'agost de 2008     | Kitt Peak            | Spacewatch            |
| 397808 | 2008 RM45              | 2 de setembre de 2008  | Kitt Peak            | Spacewatch            |
| 397809 | 2008 RS62              | 4 de setembre de 2008  | Kitt Peak            | Spacewatch            |
| 397810 | 2008 RQ81              | 4 de setembre de 2008  | Kitt Peak            | Spacewatch            |
| 397811 | 2008 RG86              | 5 de setembre de 2008  | Kitt Peak            | Spacewatch            |
| 397812 | 2008 RO86              | 5 de setembre de 2008  | Kitt Peak            | Spacewatch            |
| 397813 | 2008 RJ95              | 7 de setembre de 2008  | Catalina             | CSS                   |
| 397814 | 2008 RF96              | 30 de juliol de 2008   | Kitt Peak            | Spacewatch            |
| 397815 | 2008 RA107             | 7 de setembre de 2008  | Mount Lemmon         | Mt. Lemmon Survey     |
| 397816 | 2008 RF131             | 9 de setembre de 2008  | Mount Lemmon         | Mt. Lemmon Survey     |
| 397817 | 2008 RW134             | 6 de setembre de 2008  | Catalina             | CSS                   |
| 397818 | 2008 SN2               | 22 de setembre de 2008 | Junk Bond            | D. Healy              |
| 397819 | 2008 SP9               | 22 de setembre de 2008 | Socorro              | LINEAR                |
| 397820 | 2008 SX53              | 20 de setembre de 2008 | Mount Lemmon         | Mt. Lemmon Survey     |
| 397821 | 2008 SP72              | 22 de setembre de 2008 | Kitt Peak            | Spacewatch            |
| 397822 | 2008 SB96              | 21 de setembre de 2008 | Kitt Peak            | Spacewatch            |
| 397823 | 2008 SD119             | 22 de setembre de 2008 | Mount Lemmon         | Mt. Lemmon Survey     |
| 397824 | 2008 SO122             | 22 de setembre de 2008 | Mount Lemmon         | Mt. Lemmon Survey     |
| 397825 | 2008 SF130             | 22 de setembre de 2008 | Kitt Peak            | Spacewatch            |
| 397826 | 2008 SC133             | 22 de setembre de 2008 | Kitt Peak            | Spacewatch            |
| 397827 | 2008 SP148             | 29 de setembre de 2008 | Mount Lemmon         | Mt. Lemmon Survey     |
| 397828 | 2008 SB150             | 6 de setembre de 2008  | Mount Lemmon         | Mt. Lemmon Survey     |
| 397829 | 2008 SV152             | 22 de setembre de 2008 | Socorro              | LINEAR                |
| 397830 | 2008 SE157             | 24 de setembre de 2008 | Socorro              | LINEAR                |
| 397831 | 2008 SH160             | 20 de setembre de 2008 | Kitt Peak            | Spacewatch            |
| 397832 | 2008 SQ170             | 21 de setembre de 2008 | Mount Lemmon         | Mt. Lemmon Survey     |
| 397833 | 2008 SC176             | 23 de setembre de 2008 | Kitt Peak            | Spacewatch            |
| 397834 | 2008 SL182             | 24 de setembre de 2008 | Kitt Peak            | Spacewatch            |
| 397835 | 2008 ST182             | 24 de setembre de 2008 | Mount Lemmon         | Mt. Lemmon Survey     |
| 397836 | 2008 SE189             | 25 de setembre de 2008 | Mount Lemmon         | Mt. Lemmon Survey     |
| 397837 | 2008 SL238             | 21 de setembre de 2008 | Kitt Peak            | Spacewatch            |
| 397838 | 2008 SY241             | 29 de setembre de 2008 | Catalina             | CSS                   |
| 397839 | 2008 SF248             | 20 de setembre de 2008 | Kitt Peak            | Spacewatch            |
| 397840 | 2008 SP258             | 22 de setembre de 2008 | Mount Lemmon         | Mt. Lemmon Survey     |
| 397841 | 2008 SY271             | 28 de setembre de 2008 | Mount Lemmon         | Mt. Lemmon Survey     |
| 397842 | 2008 SQ281             | 23 de setembre de 2008 | Mount Lemmon         | Mt. Lemmon Survey     |
| 397843 | 2008 SM282             | 22 de setembre de 2008 | Catalina             | CSS                   |
| 397844 | 2008 SL302             | 23 de setembre de 2008 | Kitt Peak            | Spacewatch            |
| 397845 | 2008 SY309             | 29 de setembre de 2008 | Mount Lemmon         | Mt. Lemmon Survey     |
| 397846 | 2008 TS                | 1 d'octubre de 2008    | Hibiscus             | S. F. Hönig, N. Teamo |
| 397847 | 2008 TA1               | 2 d'octubre de 2008    | Kitt Peak            | Spacewatch            |
| 397848 | 2008 TV21              | 21 de setembre de 2008 | Mount Lemmon         | Mt. Lemmon Survey     |
| 397849 | 2008 TD40              | 1 d'octubre de 2008    | Mount Lemmon         | Mt. Lemmon Survey     |
| 397850 | 2008 TR44              | 1 d'octubre de 2008    | Mount Lemmon         | Mt. Lemmon Survey     |
| 397851 | 2008 TB47              | 1 d'octubre de 2008    | Kitt Peak            | Spacewatch            |
| 397852 | 2008 TZ49              | 24 de setembre de 2008 | Kitt Peak            | Spacewatch            |
| 397853 | 2008 TG50              | 7 de setembre de 2008  | Mount Lemmon         | Mt. Lemmon Survey     |
| 397854 | 2008 TD69              | 2 d'octubre de 2008    | Kitt Peak            | Spacewatch            |
| 397855 | 2008 TF90              | 3 d'octubre de 2008    | Mount Lemmon         | Mt. Lemmon Survey     |
| 397856 | 2008 TZ109             | 6 d'octubre de 2008    | Mount Lemmon         | Mt. Lemmon Survey     |
| 397857 | 2008 TF114             | 6 d'octubre de 2008    | Kitt Peak            | Spacewatch            |
| 397858 | 2008 TD115             | 6 d'octubre de 2008    | Catalina             | CSS                   |
| 397859 | 2008 TE134             | 23 de setembre de 2008 | Kitt Peak            | Spacewatch            |
| 397860 | 2008 TO135             | 7 de setembre de 2008  | Catalina             | CSS                   |
| 397861 | 2008 TL148             | 16 d'octubre de 2001   | Kitt Peak            | Spacewatch            |
| 397862 | 2008 TT167             | 10 d'octubre de 2008   | Kitt Peak            | Spacewatch            |
| 397863 | 2008 TQ169             | 7 d'octubre de 2008    | Kitt Peak            | Spacewatch            |
| 397864 | 2008 TB175             | 23 de setembre de 2008 | Kitt Peak            | Spacewatch            |
| 397865 | 2008 UD3               | 24 de setembre de 2008 | Mount Lemmon         | Mt. Lemmon Survey     |
| 397866 | 2008 UQ29              | 20 d'octubre de 2008   | Kitt Peak            | Spacewatch            |
| 397867 | 2008 UP34              | 20 d'octubre de 2008   | Kitt Peak            | Spacewatch            |
| 397868 | 2008 UR40              | 20 d'octubre de 2008   | Kitt Peak            | Spacewatch            |
| 397869 | 2008 UB41              | 20 d'octubre de 2008   | Kitt Peak            | Spacewatch            |
| 397870 | 2008 UH41              | 20 d'octubre de 2008   | Kitt Peak            | Spacewatch            |
| 397871 | 2008 UX51              | 3 d'octubre de 2008    | Mount Lemmon         | Mt. Lemmon Survey     |
| 397872 | 2008 UK52              | 20 d'octubre de 2008   | Kitt Peak            | Spacewatch            |
| 397873 | 2008 UQ59              | 8 d'octubre de 2008    | Mount Lemmon         | Mt. Lemmon Survey     |
| 397874 | 2008 UH65              | 21 d'octubre de 2008   | Kitt Peak            | Spacewatch            |
| 397875 | 2008 UR77              | 21 d'octubre de 2008   | Kitt Peak            | Spacewatch            |
| 397876 | 2008 UZ88              | 25 d'abril de 2007     | Kitt Peak            | Spacewatch            |
| 397877 | 2008 UV89              | 23 de setembre de 2008 | Kitt Peak            | Spacewatch            |
| 397878 | 2008 US92              | 24 d'octubre de 2008   | Socorro              | LINEAR                |
| 397879 | 2008 UC100             | 27 d'octubre de 2008   | Bisei SG Center      | BATTeRS               |
| 397880 | 2008 UM112             | 22 d'octubre de 2008   | Kitt Peak            | Spacewatch            |
| 397881 | 2008 UR119             | 22 d'octubre de 2008   | Kitt Peak            | Spacewatch            |
| 397882 | 2008 UM123             | 22 d'octubre de 2008   | Kitt Peak            | Spacewatch            |
| 397883 | 2008 UA136             | 23 d'octubre de 2008   | Kitt Peak            | Spacewatch            |
| 397884 | 2008 UT145             | 23 d'octubre de 2008   | Kitt Peak            | Spacewatch            |
| 397885 | 2008 UL146             | 23 d'octubre de 2008   | Kitt Peak            | Spacewatch            |
| 397886 | 2008 UY168             | 24 d'octubre de 2008   | Kitt Peak            | Spacewatch            |
| 397887 | 2008 UZ173             | 24 d'octubre de 2008   | Catalina             | CSS                   |
| 397888 | 2008 UC175             | 24 d'octubre de 2008   | Kitt Peak            | Spacewatch            |
| 397889 | 2008 UW187             | 24 d'octubre de 2008   | Kitt Peak            | Spacewatch            |
| 397890 | 2008 UX202             | 27 d'octubre de 2008   | Great Shefford       | P. Birtwhistle        |
| 397891 | 2008 UM203             | 28 d'octubre de 2008   | Socorro              | LINEAR                |
| 397892 | 2008 UN226             | 25 d'octubre de 2008   | Mount Lemmon         | Mt. Lemmon Survey     |
| 397893 | 2008 UJ228             | 25 d'octubre de 2008   | Kitt Peak            | Spacewatch            |
| 397894 | 2008 US230             | 26 d'octubre de 2008   | Kitt Peak            | Spacewatch            |
| 397895 | 2008 UP257             | 27 d'octubre de 2008   | Kitt Peak            | Spacewatch            |
| 397896 | 2008 UE261             | 28 de desembre de 2005 | Mount Lemmon         | Mt. Lemmon Survey     |
| 397897 | 2008 UX262             | 27 d'octubre de 2008   | Kitt Peak            | Spacewatch            |
| 397898 | 2008 US263             | 27 d'octubre de 2008   | Kitt Peak            | Spacewatch            |
| 397899 | 2008 UB267             | 28 de setembre de 2008 | Mount Lemmon         | Mt. Lemmon Survey     |
| 397900 | 2008 UD270             | 28 d'octubre de 2008   | Kitt Peak            | Spacewatch            |

## 397901-398000
| Nom    | Designació provisional | Data de descobriment   | Lloc de descobriment | Descobridor/s     |
| ------ | ---------------------- | ---------------------- | -------------------- | ----------------- |
| 397901 | 2008 UE277             | 28 d'octubre de 2008   | Mount Lemmon         | Mt. Lemmon Survey |
| 397902 | 2008 UL289             | 28 d'octubre de 2008   | Kitt Peak            | Spacewatch        |
| 397903 | 2008 UF321             | 23 de setembre de 2008 | Kitt Peak            | Spacewatch        |
| 397904 | 2008 UE322             | 31 d'octubre de 2008   | Mount Lemmon         | Mt. Lemmon Survey |
| 397905 | 2008 UN329             | 31 d'octubre de 2008   | Kitt Peak            | Spacewatch        |
| 397906 | 2008 UF338             | 21 d'octubre de 2008   | Kitt Peak            | Spacewatch        |
| 397907 | 2008 UO338             | 21 d'octubre de 2008   | Mount Lemmon         | Mt. Lemmon Survey |
| 397908 | 2008 UC339             | 22 d'octubre de 2008   | Kitt Peak            | Spacewatch        |
| 397909 | 2008 UR348             | 25 d'octubre de 2008   | Kitt Peak            | Spacewatch        |
| 397910 | 2008 UR366             | 22 d'octubre de 2008   | Kitt Peak            | Spacewatch        |
| 397911 | 2008 VW22              | 1 de novembre de 2008  | Mount Lemmon         | Mt. Lemmon Survey |
| 397912 | 2008 VS23              | 25 d'octubre de 2008   | Mount Lemmon         | Mt. Lemmon Survey |
| 397913 | 2008 VD26              | 8 d'octubre de 2008    | Mount Lemmon         | Mt. Lemmon Survey |
| 397914 | 2008 VP32              | 2 de novembre de 2008  | Mount Lemmon         | Mt. Lemmon Survey |
| 397915 | 2008 VJ47              | 3 de novembre de 2008  | Kitt Peak            | Spacewatch        |
| 397916 | 2008 VH53              | 6 de novembre de 2008  | Kitt Peak            | Spacewatch        |
| 397917 | 2008 VC71              | 9 de novembre de 2008  | Kitt Peak            | Spacewatch        |
| 397918 | 2008 VE72              | 8 de novembre de 2008  | Mount Lemmon         | Mt. Lemmon Survey |
| 397919 | 2008 VQ73              | 6 de novembre de 2008  | Mount Lemmon         | Mt. Lemmon Survey |
| 397920 | 2008 VN77              | 3 de novembre de 2008  | Mount Lemmon         | Mt. Lemmon Survey |
| 397921 | 2008 VU79              | 2 de novembre de 2008  | Socorro              | LINEAR            |
| 397922 | 2008 WL10              | 18 de novembre de 2008 | La Sagra             | OAM               |
| 397923 | 2008 WM14              | 22 de setembre de 2008 | Kitt Peak            | Spacewatch        |
| 397924 | 2008 WL15              | 7 de setembre de 2008  | Mount Lemmon         | Mt. Lemmon Survey |
| 397925 | 2008 WA20              | 19 d'octubre de 2001   | Kitt Peak            | Spacewatch        |
| 397926 | 2008 WP30              | 19 de novembre de 2008 | Mount Lemmon         | Mt. Lemmon Survey |
| 397927 | 2008 WQ34              | 26 d'abril de 2003     | Kitt Peak            | Spacewatch        |
| 397928 | 2008 WP37              | 17 de novembre de 2008 | Kitt Peak            | Spacewatch        |
| 397929 | 2008 WA60              | 18 de novembre de 2008 | Socorro              | LINEAR            |
| 397930 | 2008 WF62              | 22 d'octubre de 2008   | Kitt Peak            | Spacewatch        |
| 397931 | 2008 WG70              | 18 de novembre de 2008 | Kitt Peak            | Spacewatch        |
| 397932 | 2008 WJ73              | 19 de novembre de 2008 | Mount Lemmon         | Mt. Lemmon Survey |
| 397933 | 2008 WU77              | 7 de novembre de 2008  | Mount Lemmon         | Mt. Lemmon Survey |
| 397934 | 2008 WU106             | 30 de novembre de 2008 | Kitt Peak            | Spacewatch        |
| 397935 | 2008 WR113             | 30 de novembre de 2008 | Kitt Peak            | Spacewatch        |
| 397936 | 2008 XX6               | 7 de desembre de 2008  | Marly                | P. Kocher         |
| 397937 | 2008 XF37              | 2 de desembre de 2008  | Kitt Peak            | Spacewatch        |
| 397938 | 2008 XX39              | 2 de desembre de 2008  | Kitt Peak            | Spacewatch        |
| 397939 | 2008 XF41              | 2 de desembre de 2008  | Kitt Peak            | Spacewatch        |
| 397940 | 2008 XY41              | 1 de novembre de 2008  | Mount Lemmon         | Mt. Lemmon Survey |
| 397941 | 2008 XH48              | 4 de desembre de 2008  | Mount Lemmon         | Mt. Lemmon Survey |
| 397942 | 2008 XG51              | 3 de desembre de 2008  | Socorro              | LINEAR            |
| 397943 | 2008 XL51              | 1 de desembre de 2008  | Kitt Peak            | Spacewatch        |
| 397944 | 2008 XR55              | 4 de desembre de 2008  | Catalina             | CSS               |
| 397945 | 2008 YK15              | 7 de desembre de 2008  | Mount Lemmon         | Mt. Lemmon Survey |
| 397946 | 2008 YY17              | 21 de desembre de 2008 | Mount Lemmon         | Mt. Lemmon Survey |
| 397947 | 2008 YE18              | 21 de desembre de 2008 | Mount Lemmon         | Mt. Lemmon Survey |
| 397948 | 2008 YQ19              | 21 de desembre de 2008 | Mount Lemmon         | Mt. Lemmon Survey |
| 397949 | 2008 YP23              | 18 de desembre de 2004 | Mount Lemmon         | Mt. Lemmon Survey |
| 397950 | 2008 YA56              | 30 de desembre de 2008 | Mount Lemmon         | Mt. Lemmon Survey |
| 397951 | 2008 YD63              | 30 de desembre de 2008 | Mount Lemmon         | Mt. Lemmon Survey |
| 397952 | 2008 YQ66              | 29 de setembre de 2008 | Socorro              | LINEAR            |
| 397953 | 2008 YN74              | 30 de desembre de 2008 | Kitt Peak            | Spacewatch        |
| 397954 | 2008 YX76              | 30 de desembre de 2008 | Mount Lemmon         | Mt. Lemmon Survey |
| 397955 | 2008 YX88              | 21 de desembre de 2008 | Kitt Peak            | Spacewatch        |
| 397956 | 2008 YH93              | 29 de desembre de 2008 | Kitt Peak            | Spacewatch        |
| 397957 | 2008 YN93              | 29 de desembre de 2008 | Kitt Peak            | Spacewatch        |
| 397958 | 2008 YQ93              | 21 de desembre de 2008 | Kitt Peak            | Spacewatch        |
| 397959 | 2008 YT98              | 31 d'octubre de 2008   | Mount Lemmon         | Mt. Lemmon Survey |
| 397960 | 2008 YV103             | 29 de desembre de 2008 | Kitt Peak            | Spacewatch        |
| 397961 | 2008 YR111             | 13 de desembre de 2004 | Campo Imperatore     | CINEOS            |
| 397962 | 2008 YR117             | 4 de desembre de 2008  | Mount Lemmon         | Mt. Lemmon Survey |
| 397963 | 2008 YY117             | 29 de desembre de 2008 | Mount Lemmon         | Mt. Lemmon Survey |
| 397964 | 2008 YT118             | 29 de desembre de 2008 | Kitt Peak            | Spacewatch        |
| 397965 | 2008 YK138             | 30 de desembre de 2008 | Kitt Peak            | Spacewatch        |
| 397966 | 2008 YT142             | 30 de desembre de 2008 | Kitt Peak            | Spacewatch        |
| 397967 | 2008 YE146             | 22 de desembre de 2008 | Kitt Peak            | Spacewatch        |
| 397968 | 2008 YQ168             | 1 de desembre de 2008  | Kitt Peak            | Spacewatch        |
| 397969 | 2008 YX170             | 31 de desembre de 2008 | Kitt Peak            | Spacewatch        |
| 397970 | 2009 AV11              | 2 de gener de 2009     | Mount Lemmon         | Mt. Lemmon Survey |
| 397971 | 2009 AW17              | 2 de gener de 2009     | Kitt Peak            | Spacewatch        |
| 397972 | 2009 AY33              | 15 de gener de 2009    | Kitt Peak            | Spacewatch        |
| 397973 | 2009 AO43              | 1 de gener de 2009     | Kitt Peak            | Spacewatch        |
| 397974 | 2009 AO44              | 8 de gener de 2009     | Kitt Peak            | Spacewatch        |
| 397975 | 2009 AF45              | 15 de gener de 2009    | Kitt Peak            | Spacewatch        |
| 397976 | 2009 AN48              | 2 de gener de 2009     | Mount Lemmon         | Mt. Lemmon Survey |
| 397977 | 2009 AB49              | 15 de gener de 2009    | Socorro              | LINEAR            |
| 397978 | 2009 AV49              | 7 de gener de 2009     | Kitt Peak            | Spacewatch        |
| 397979 | 2009 BQ16              | 16 de gener de 2009    | Kitt Peak            | Spacewatch        |
| 397980 | 2009 BH53              | 23 de novembre de 2008 | Mount Lemmon         | Mt. Lemmon Survey |
| 397981 | 2009 BC67              | 7 d'octubre de 2007    | Mount Lemmon         | Mt. Lemmon Survey |
| 397982 | 2009 BA77              | 28 de gener de 2009    | Catalina             | CSS               |
| 397983 | 2009 BS78              | 21 de desembre de 2008 | Kitt Peak            | Spacewatch        |
| 397984 | 2009 BS86              | 15 de gener de 2009    | Kitt Peak            | Spacewatch        |
| 397985 | 2009 BC88              | 30 de desembre de 2008 | Mount Lemmon         | Mt. Lemmon Survey |
| 397986 | 2009 BA89              | 8 de novembre de 2008  | Mount Lemmon         | Mt. Lemmon Survey |
| 397987 | 2009 BC93              | 25 de gener de 2009    | Kitt Peak            | Spacewatch        |
| 397988 | 2009 BK99              | 30 d'octubre de 2008   | Mount Lemmon         | Mt. Lemmon Survey |
| 397989 | 2009 BT99              | 20 de gener de 2009    | Catalina             | CSS               |
| 397990 | 2009 BU99              | 2 d'octubre de 2008    | Mount Lemmon         | Mt. Lemmon Survey |
| 397991 | 2009 BH110             | 31 de gener de 2009    | Mount Lemmon         | Mt. Lemmon Survey |
| 397992 | 2009 BS114             | 26 de gener de 2009    | Kitt Peak            | Spacewatch        |
| 397993 | 2009 BS128             | 22 de desembre de 2008 | Mount Lemmon         | Mt. Lemmon Survey |
| 397994 | 2009 BO133             | 29 de gener de 2009    | Kitt Peak            | Spacewatch        |
| 397995 | 2009 BY137             | 24 de novembre de 2008 | Mount Lemmon         | Mt. Lemmon Survey |
| 397996 | 2009 BV147             | 30 de gener de 2009    | Mount Lemmon         | Mt. Lemmon Survey |
| 397997 | 2009 BT166             | 31 de gener de 2009    | Mount Lemmon         | Mt. Lemmon Survey |
| 397998 | 2009 BY166             | 16 de gener de 2009    | Kitt Peak            | Spacewatch        |
| 397999 | 2009 BX175             | 3 de juny de 2005      | Kitt Peak            | Spacewatch        |
| 398000 | 2009 BN176             | 31 de gener de 2009    | Kitt Peak            | Spacewatch        |